# 제기동 해풍부원군 윤택영 재실
해풍부원군 윤택영 재실(海豊府院君尹澤榮齋室)은 일반 살림집이 아니고, 윤씨 일가의 재실이었다. 윤택영은 순종의 비 순정효황후의 생부다. 이 가옥은 원래 동대문구 제기동 224번지에 있었는데, 옛 이름은 '제기동 정규엽가'이다. 현재는 '남산 제모습 찾기사업'의 일환으로 1996년 조성된 남산한옥마을에 옮겨져 보존되고 있다.
이 가옥은 윤택영이 그의 딸이 1906년 동궁 계비에 책봉되고 이듬해 황후가 되어 창덕궁에 들어갈 때 지은 집으로 전한다. 가옥 전체의 분위기는 살림집이라기보다는 재실 용도에 걸맞게 되어 있다. 이 가옥은 순종이 제사하러 왔을 때의 불편을 덜기 위해 경운궁(慶運宮)을 헐 때 나온 부재를 이용하여 지은 것이라고 한다.
사랑채ㆍ안채ㆍ사당채를 포함한 전체 건물배치 형태는 현존하는 전통한옥 중에서 가장 독특하게 원(元)자형으로 된 길상문자(吉祥文字)를 이루었다. 이 가옥의 제일 안쪽 높은 터에는 '元'자형 배치의 북측 머리에 해당하는 '一'자형 평면을 한 사당이 자리잡았다. 사당 앞 남쪽 한 단 낮은 터에는 '元'자의 '兀'자를 이루는 안채ㆍ사랑채ㆍ행랑채가 자리잡고 있다. 안채와 사랑채는 서로 길게 연속되어 '兀'자의 상부를 차지하며 '一'자형의 몸채를 이루었고, 그 앞 동·서 행랑채가 '　'자 형태를 이루며 몸채에 연속되어 있다.

## 갤러리

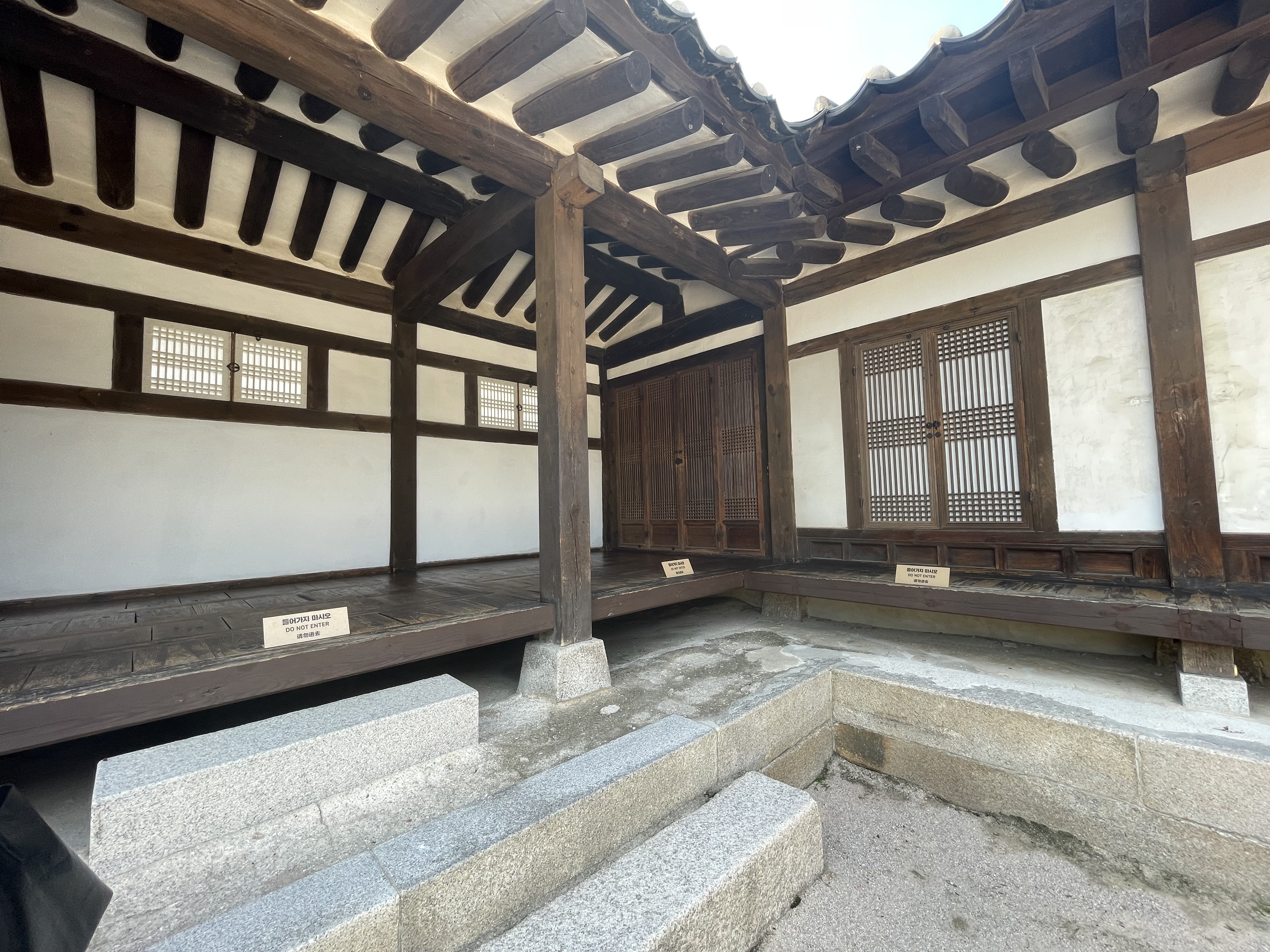
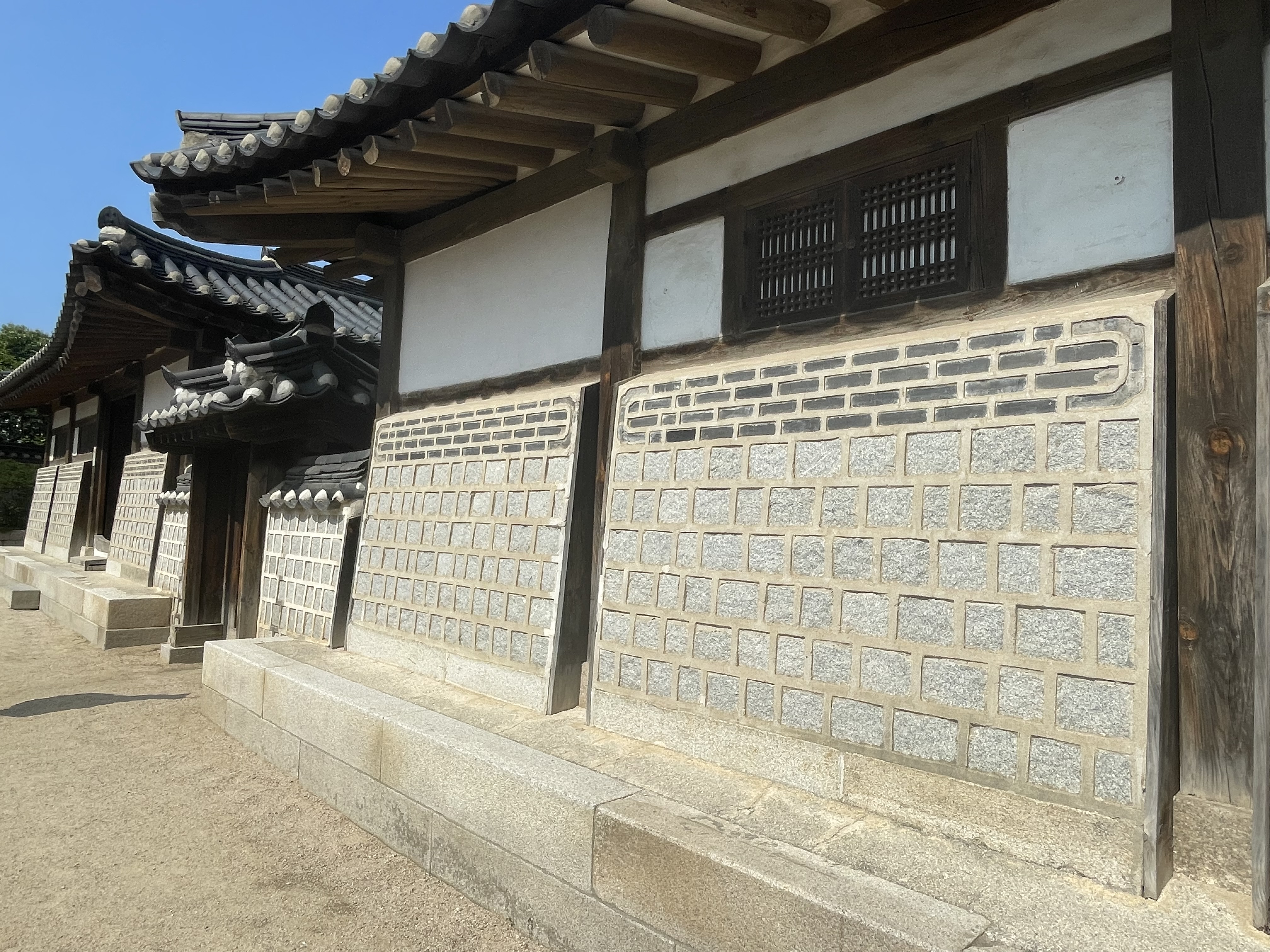
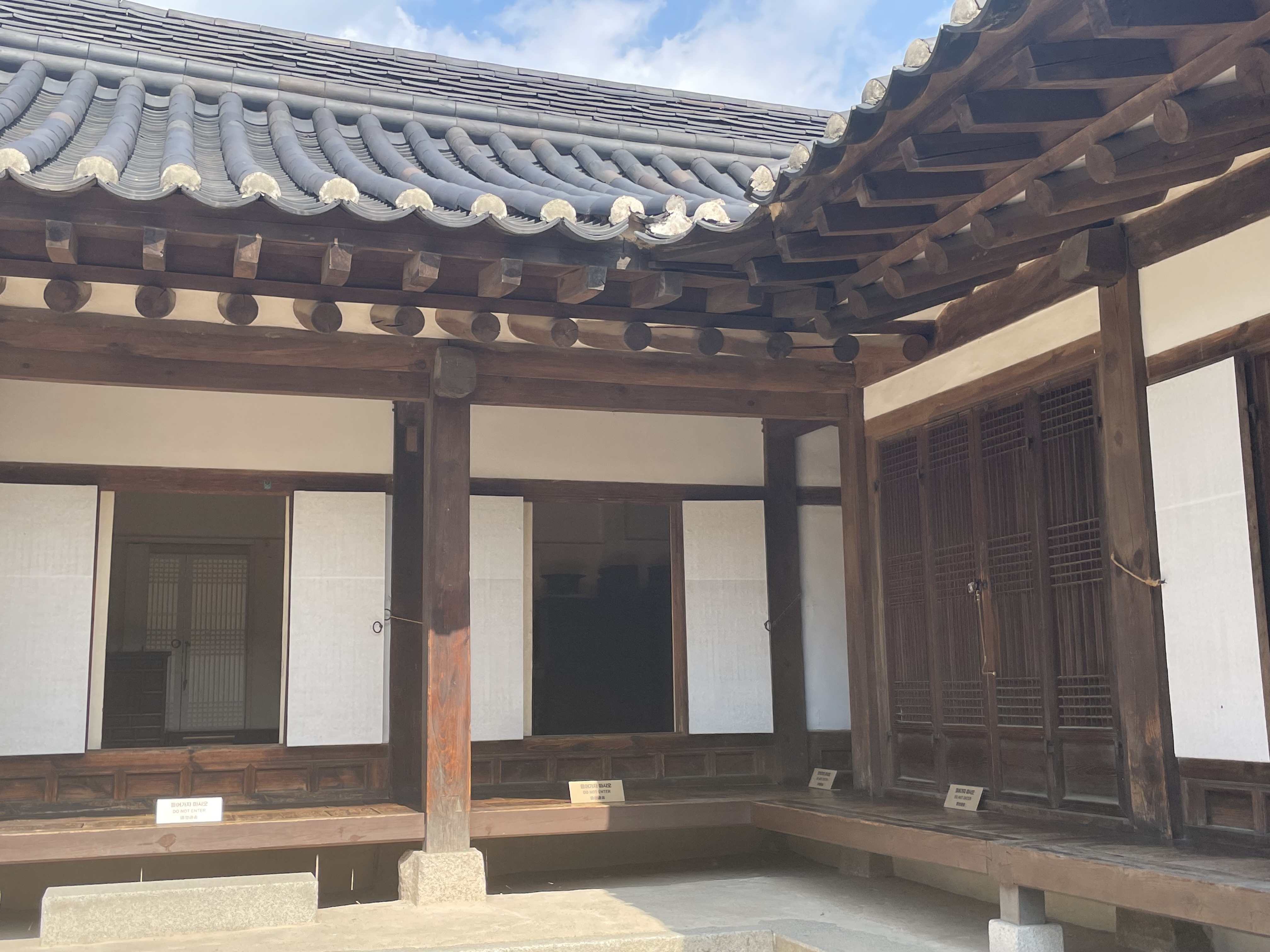
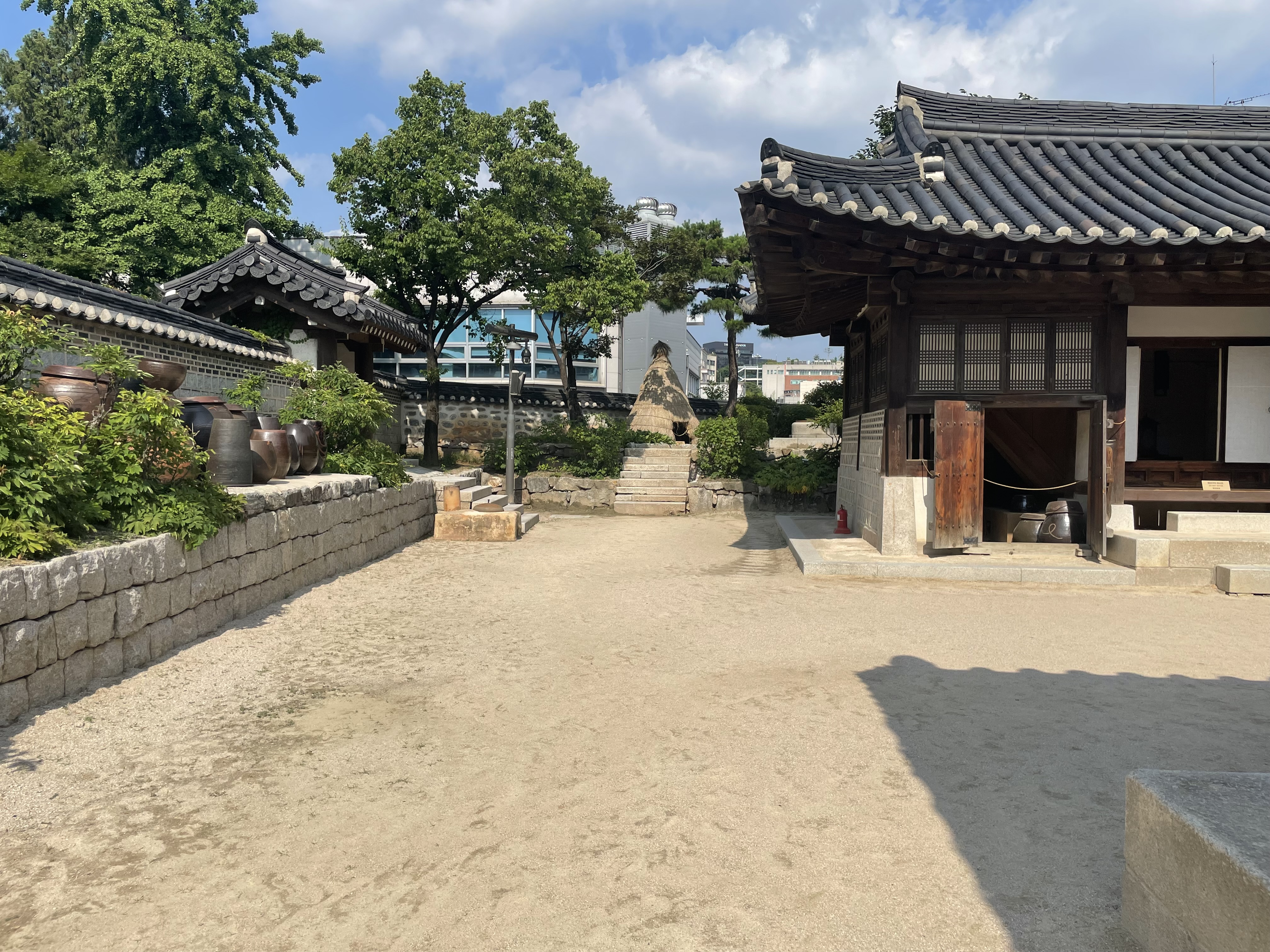
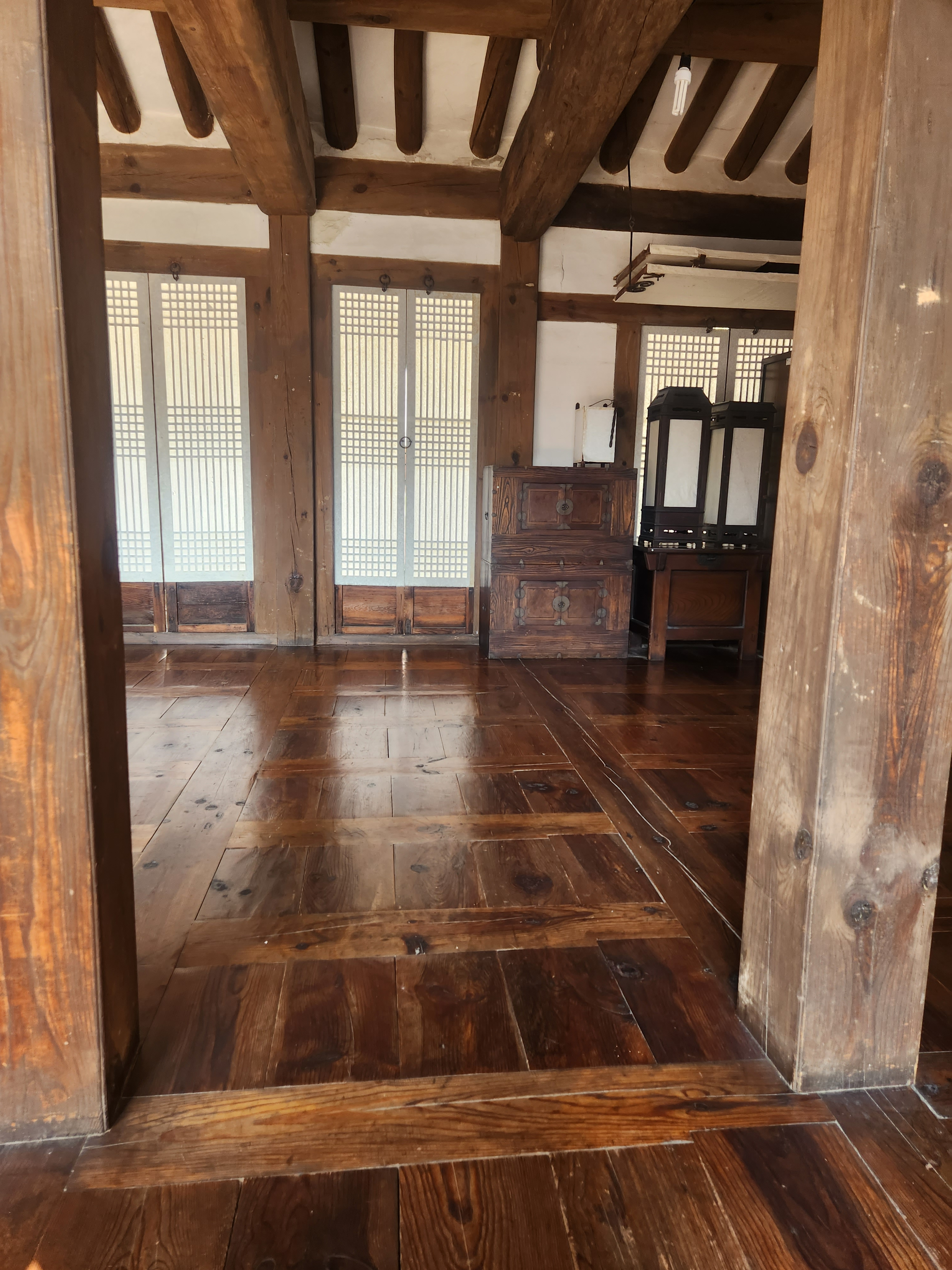
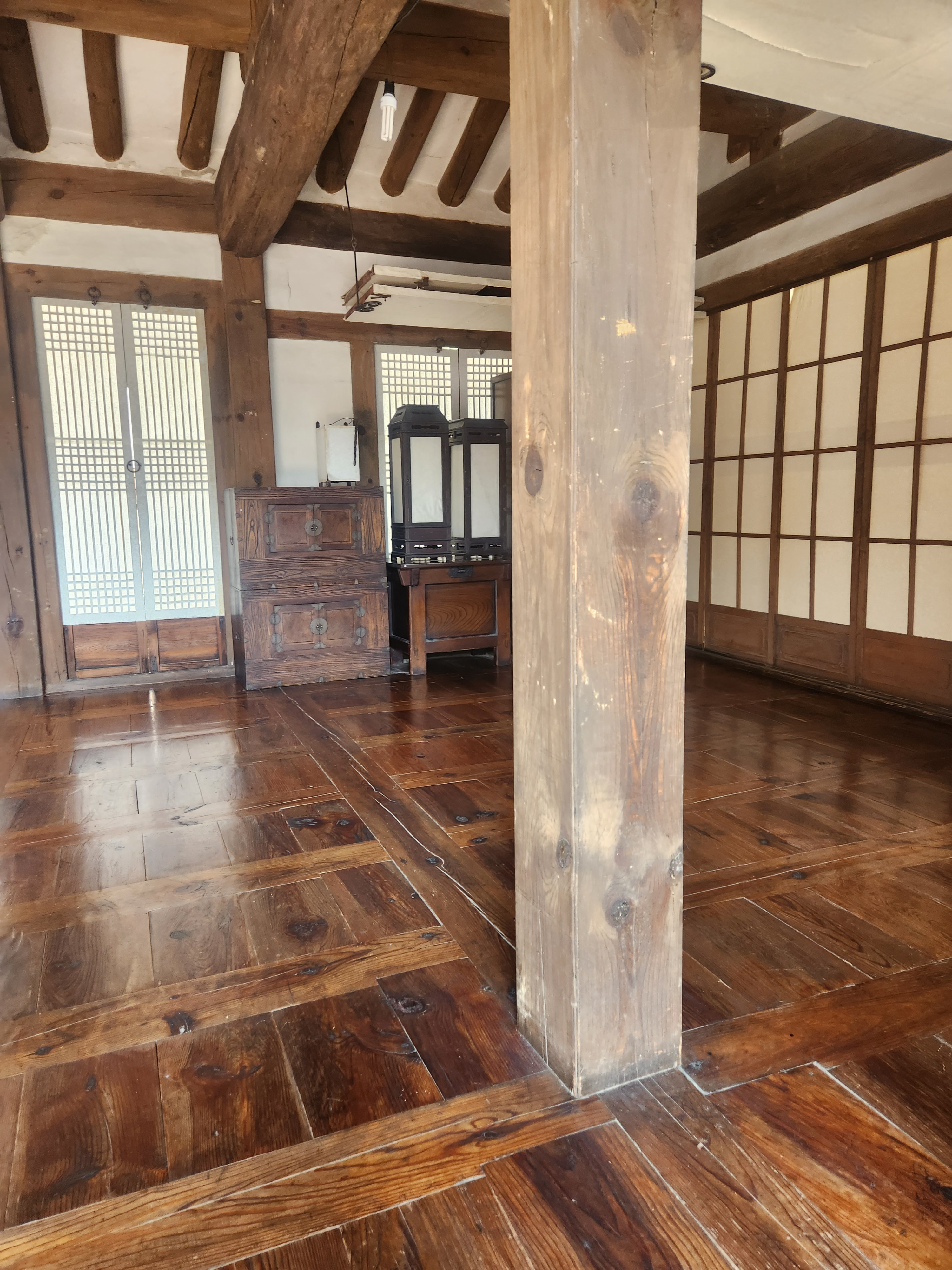
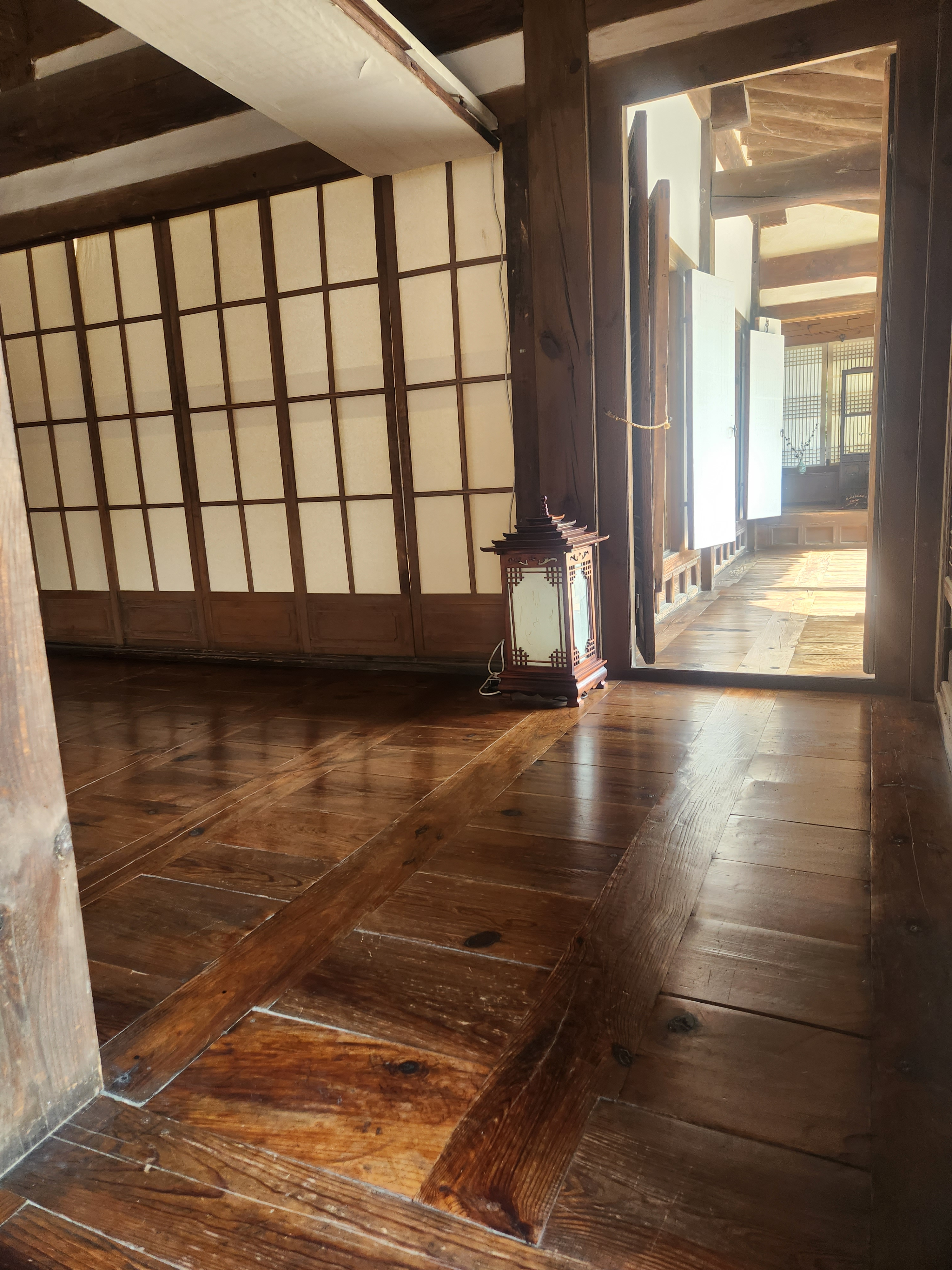
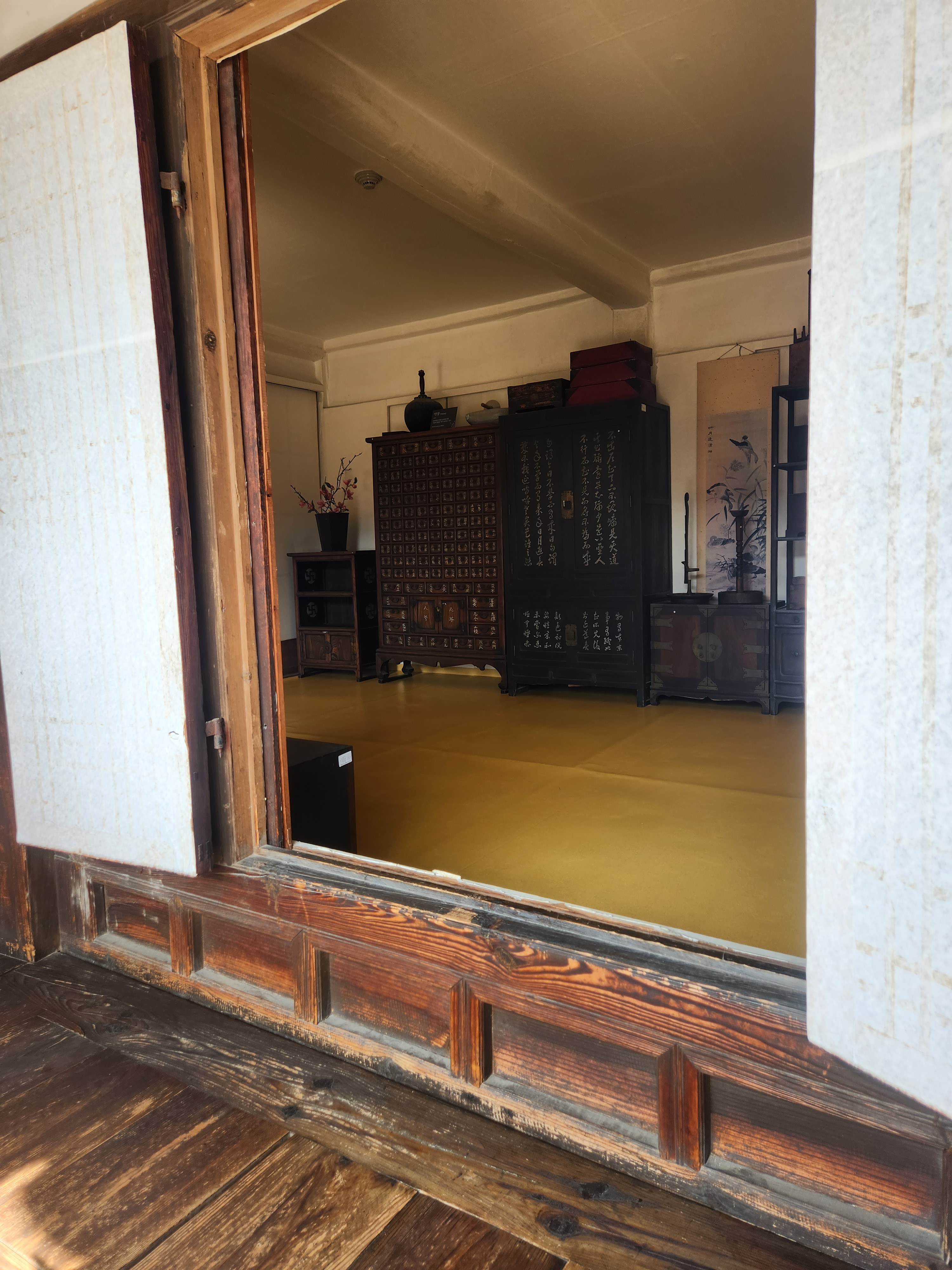
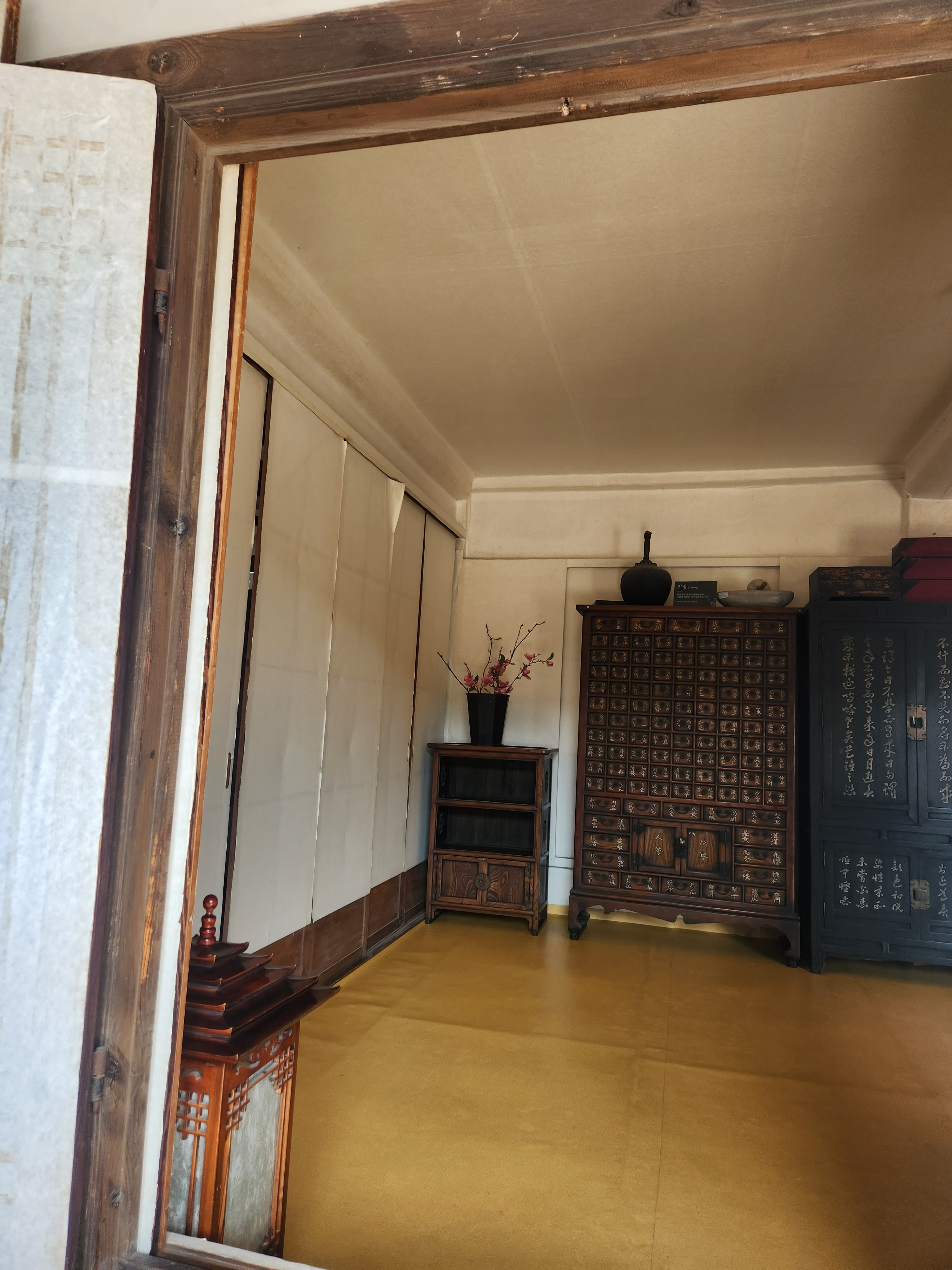
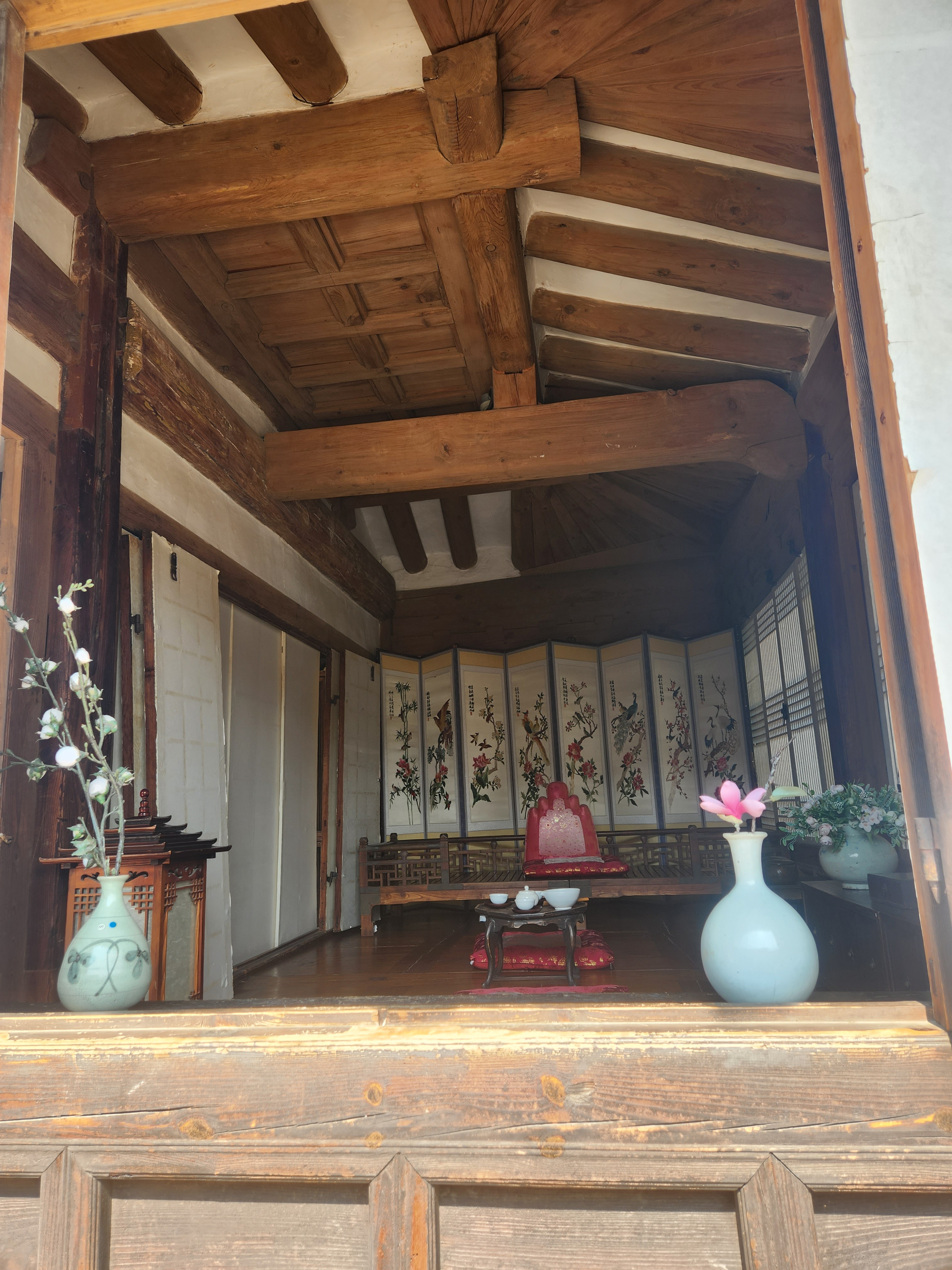
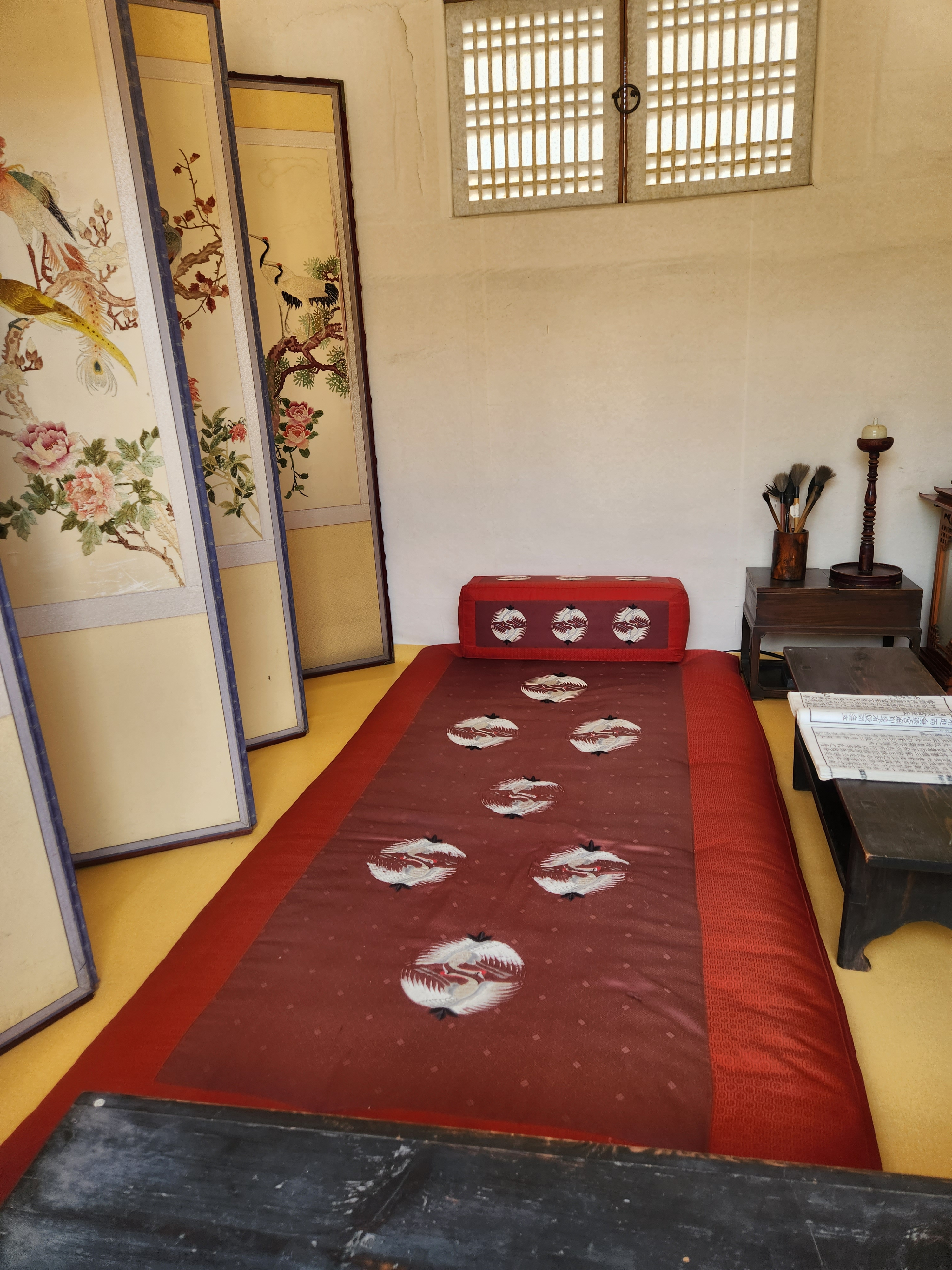
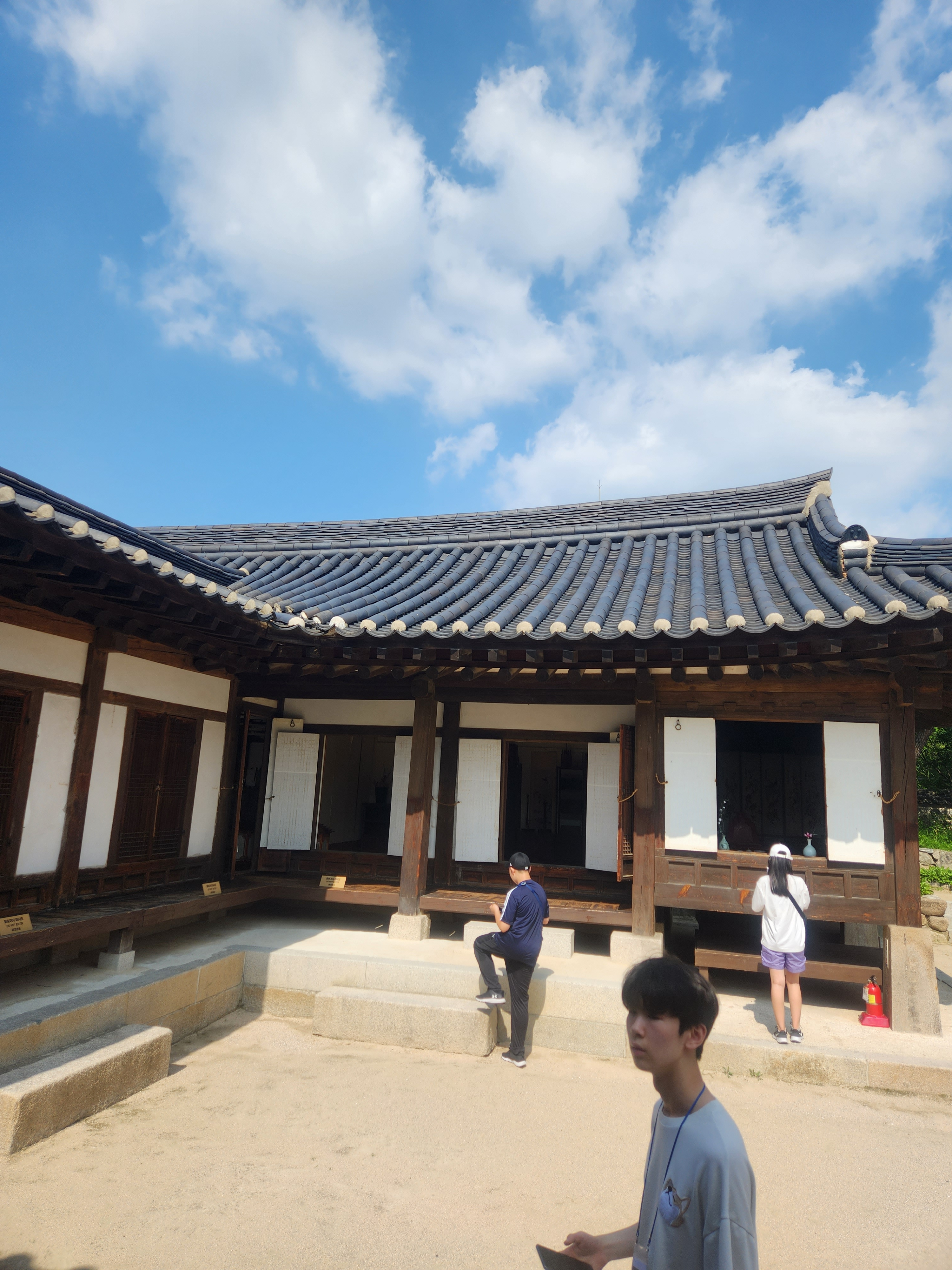
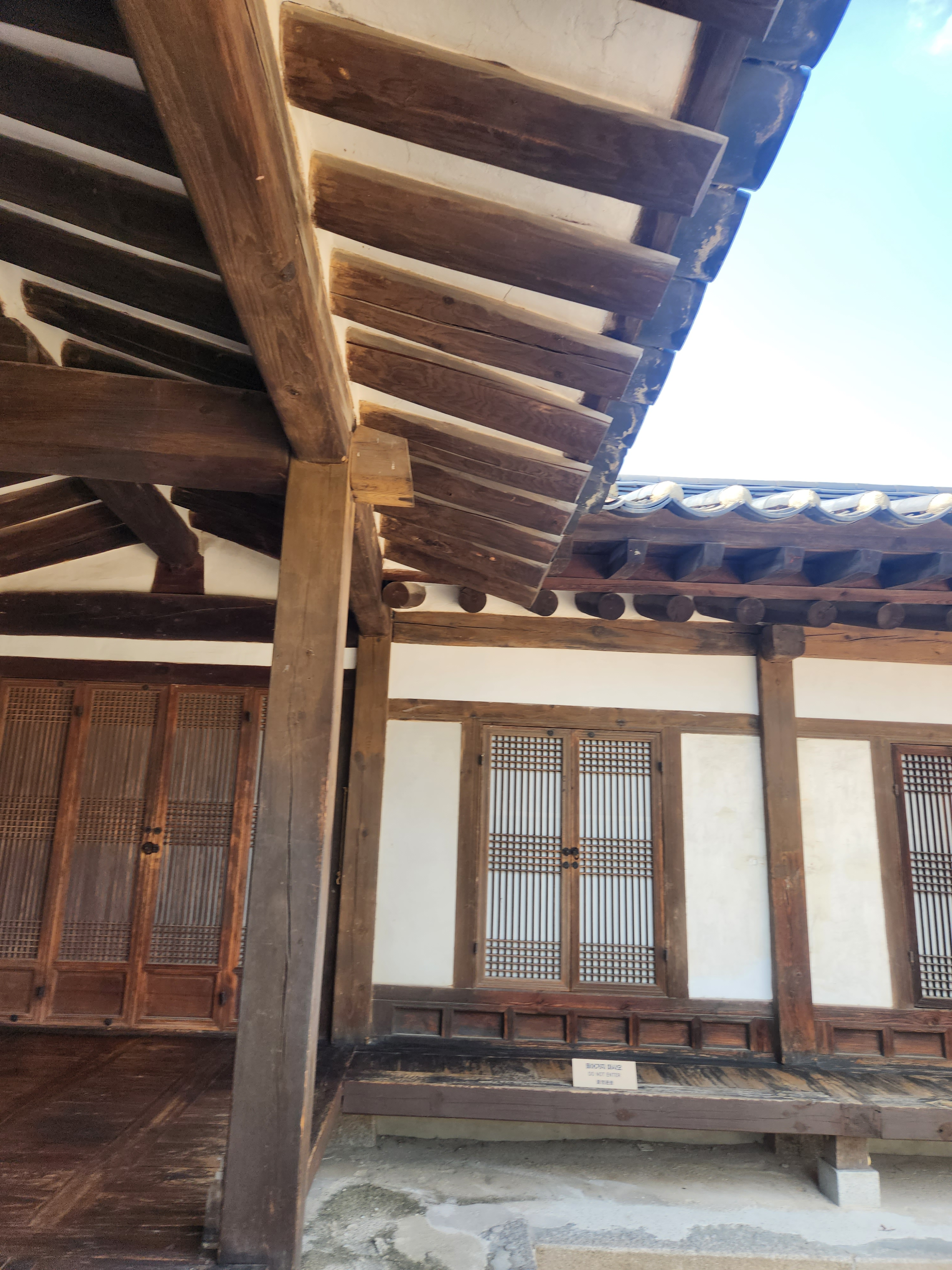
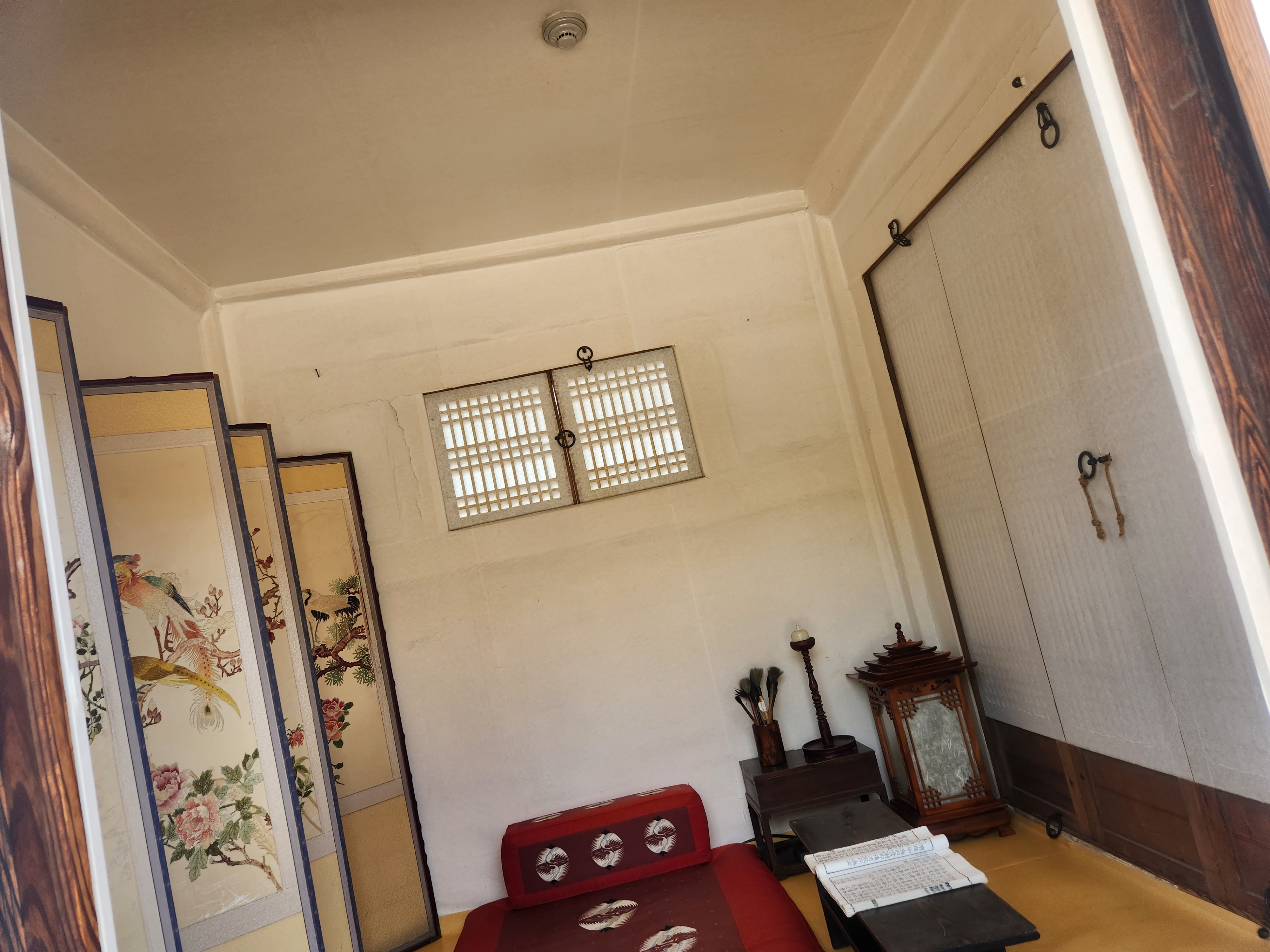
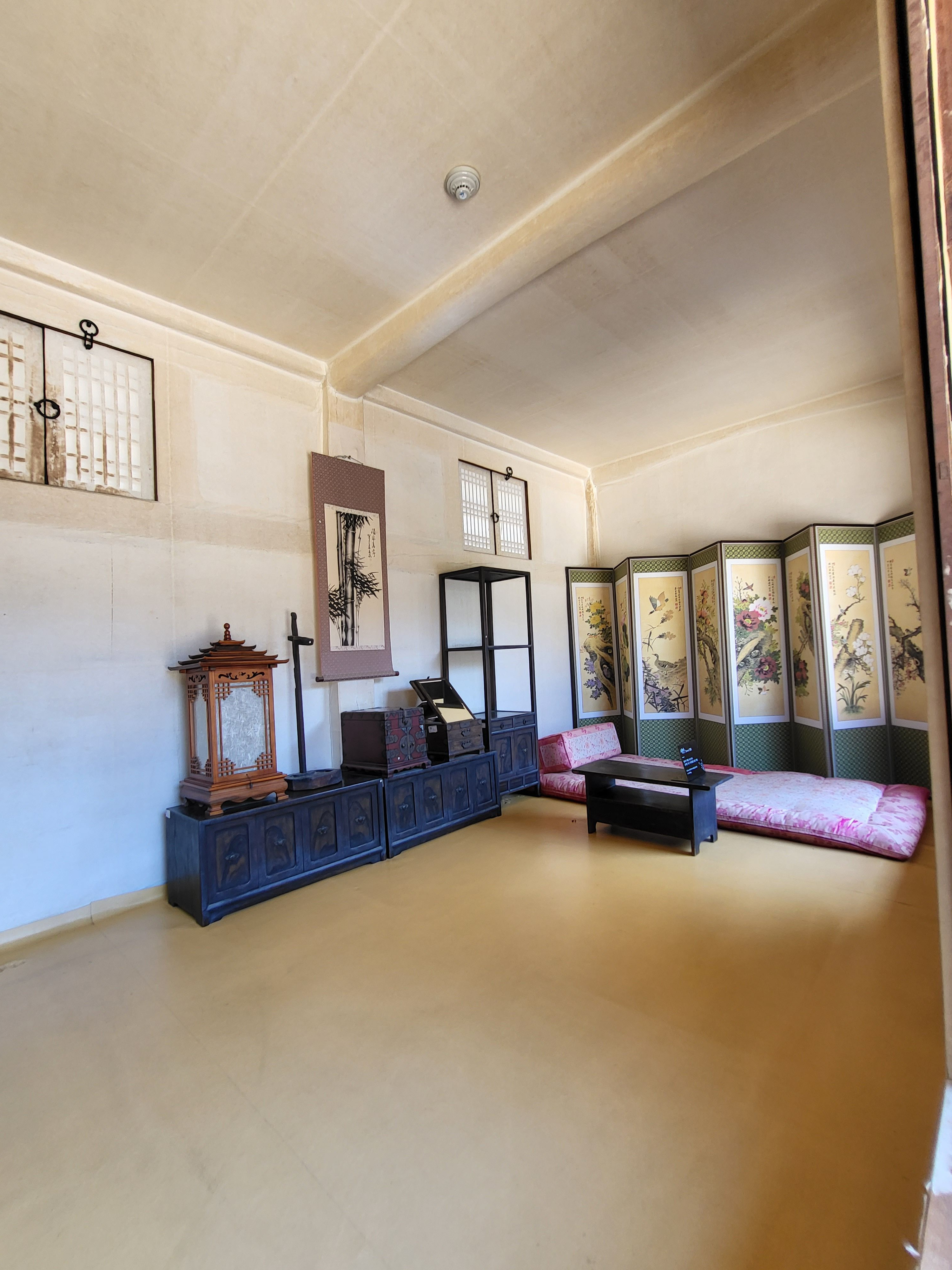
제기동해풍부원군윤택영재실
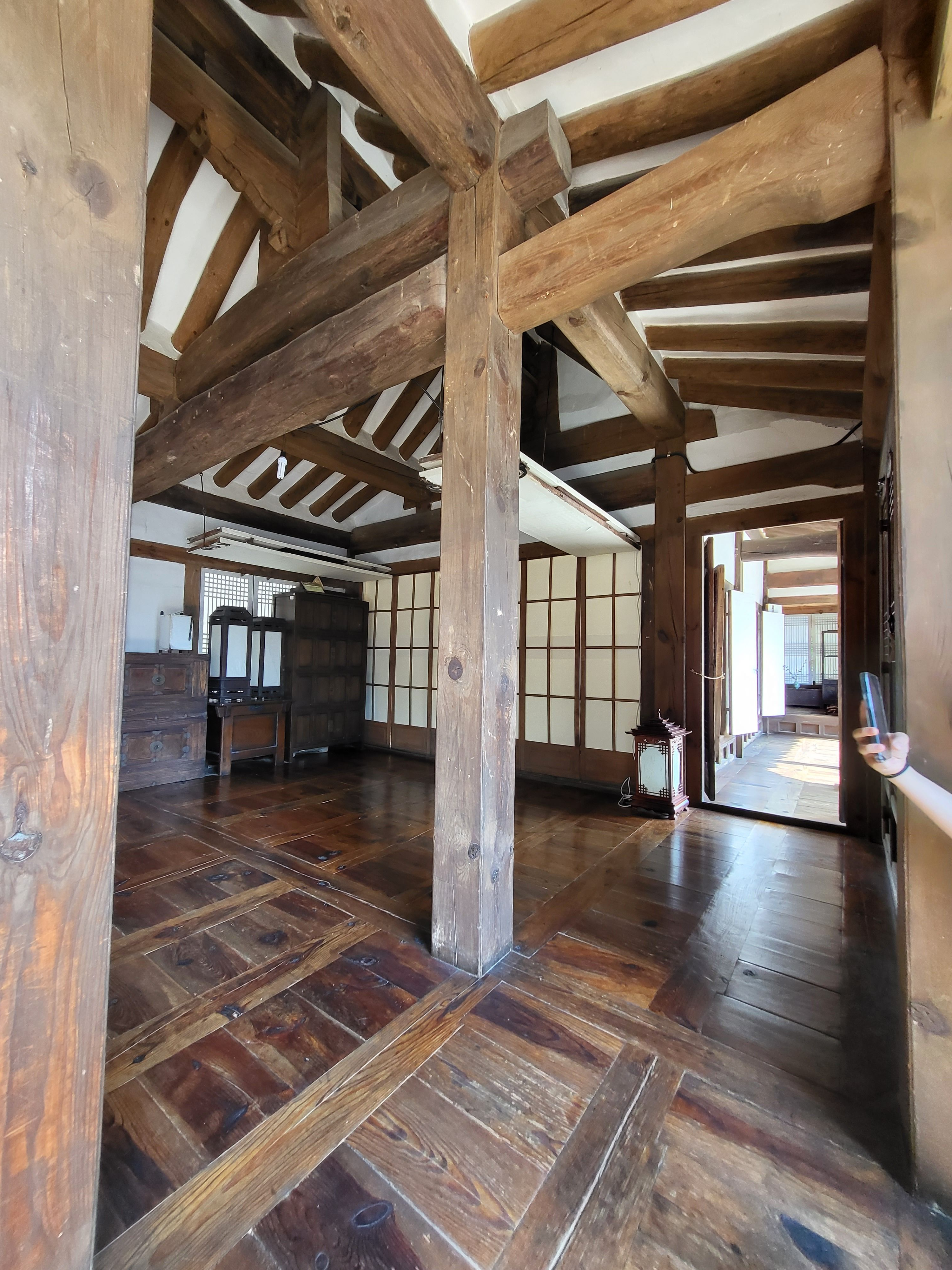
제기동해풍부원군윤택영재실
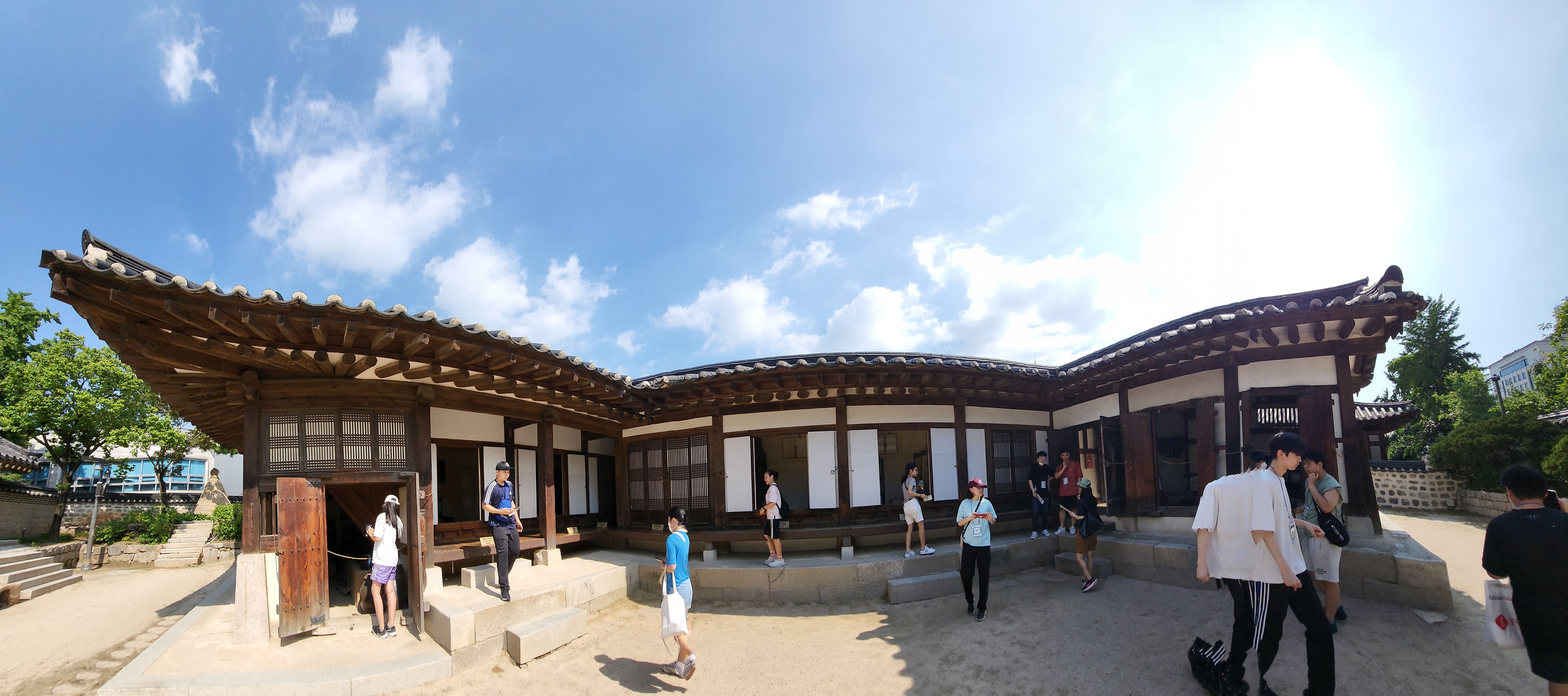
제기동해풍부원군윤택영재실
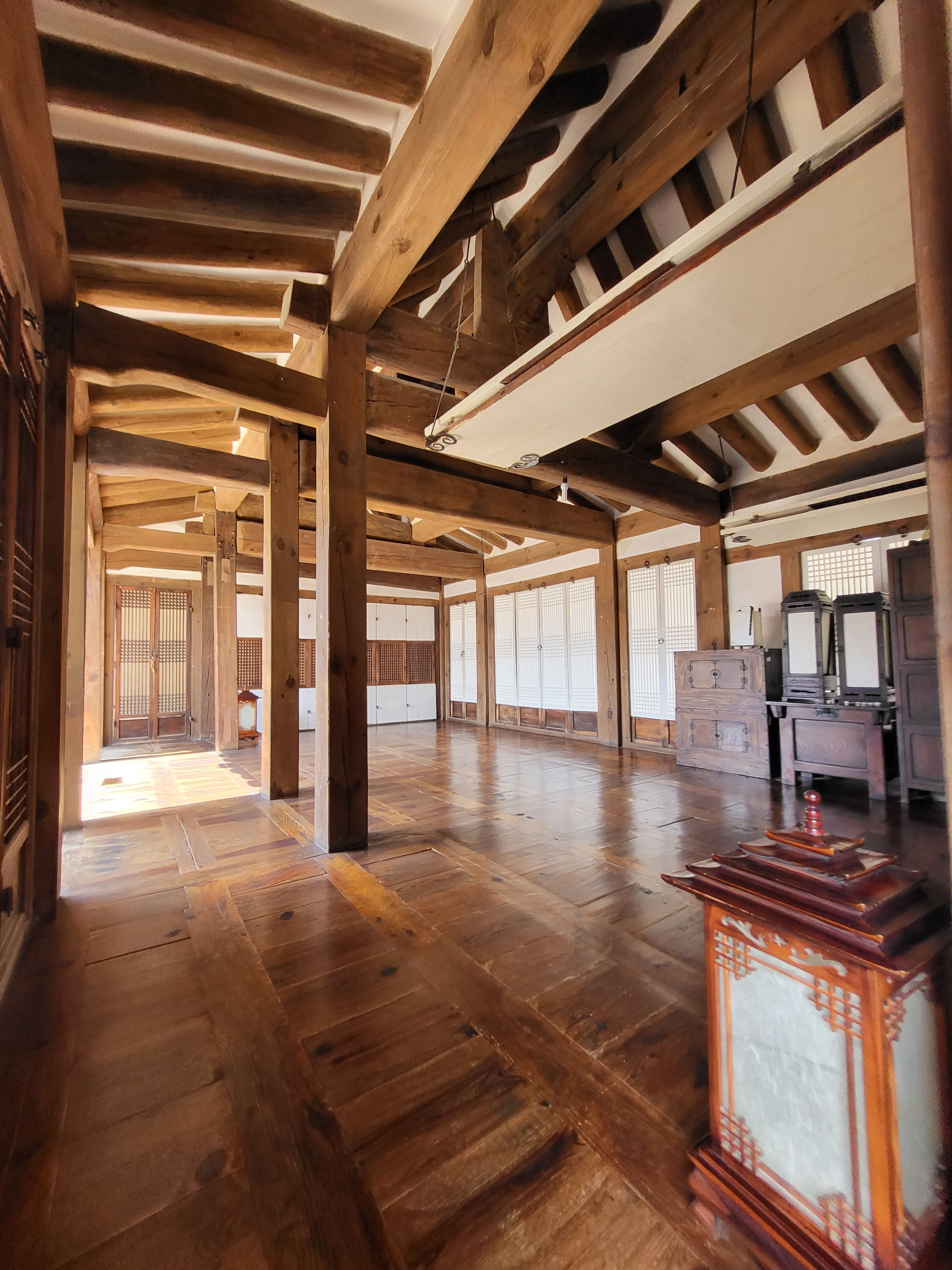
제기동해풍부원군윤택영재실
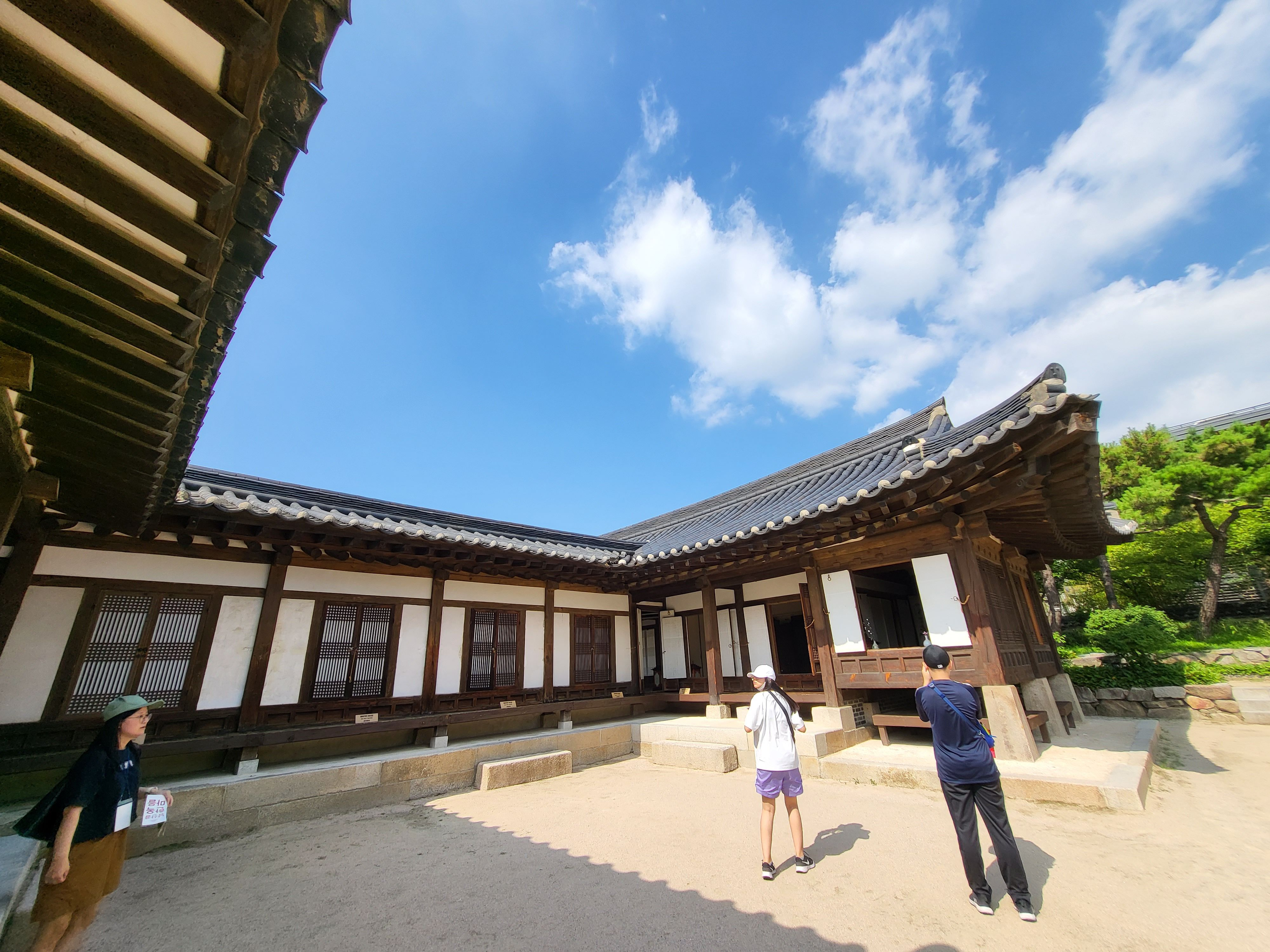
제기동해풍부원군윤택영재실
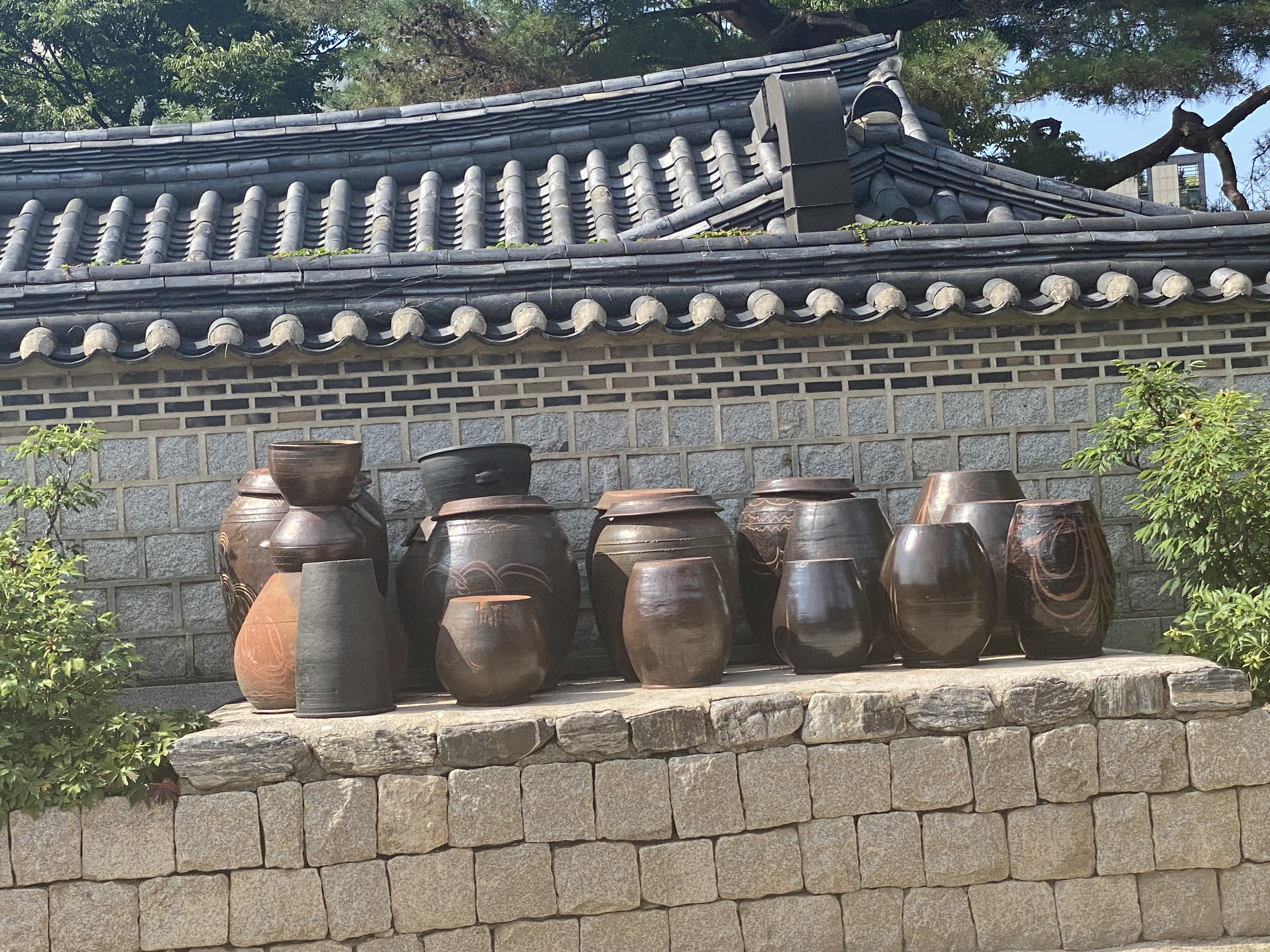
제기동풍부원군윤택영재실의 사진
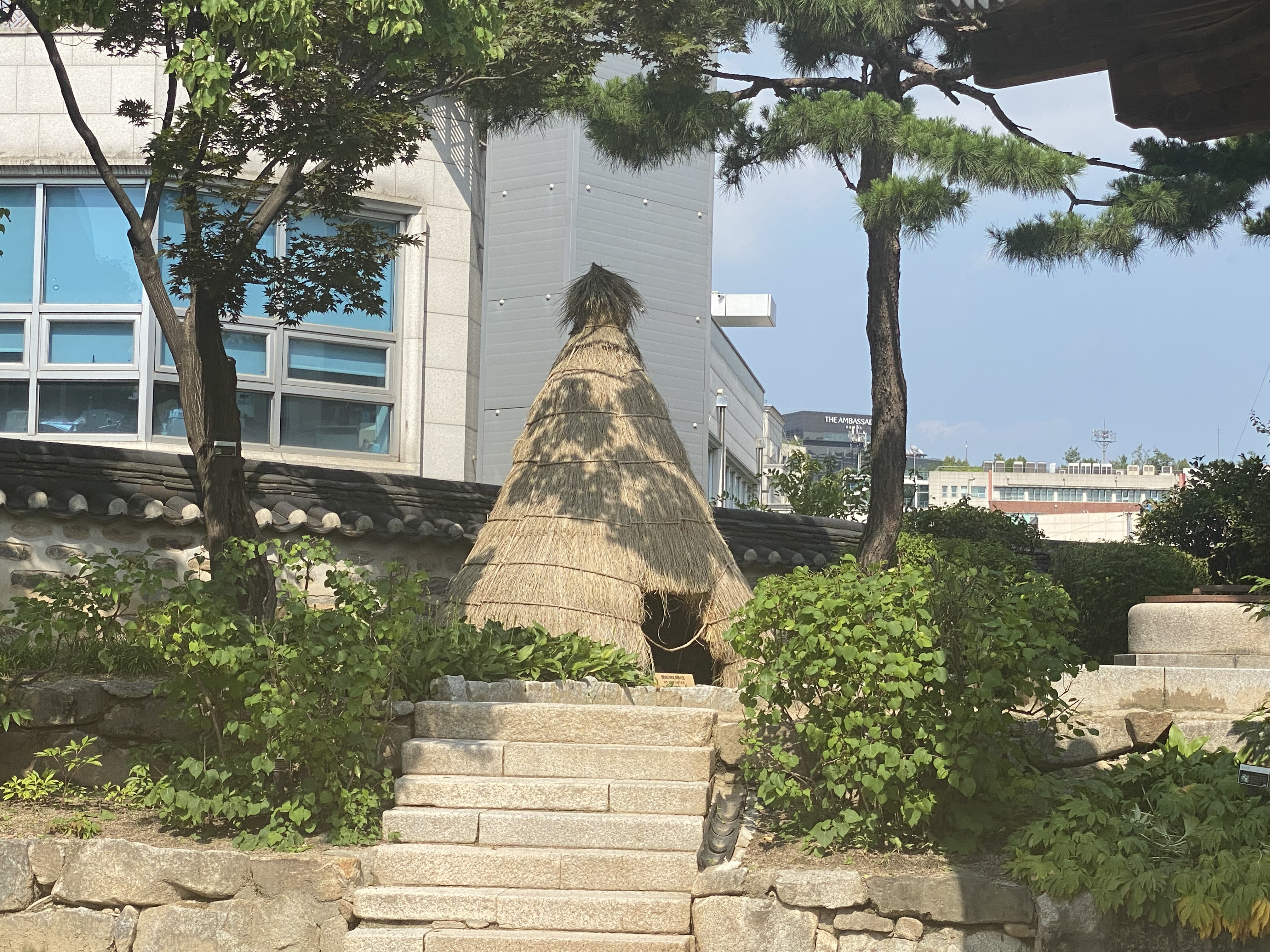
제기동풍부원군윤택영재실의 사진
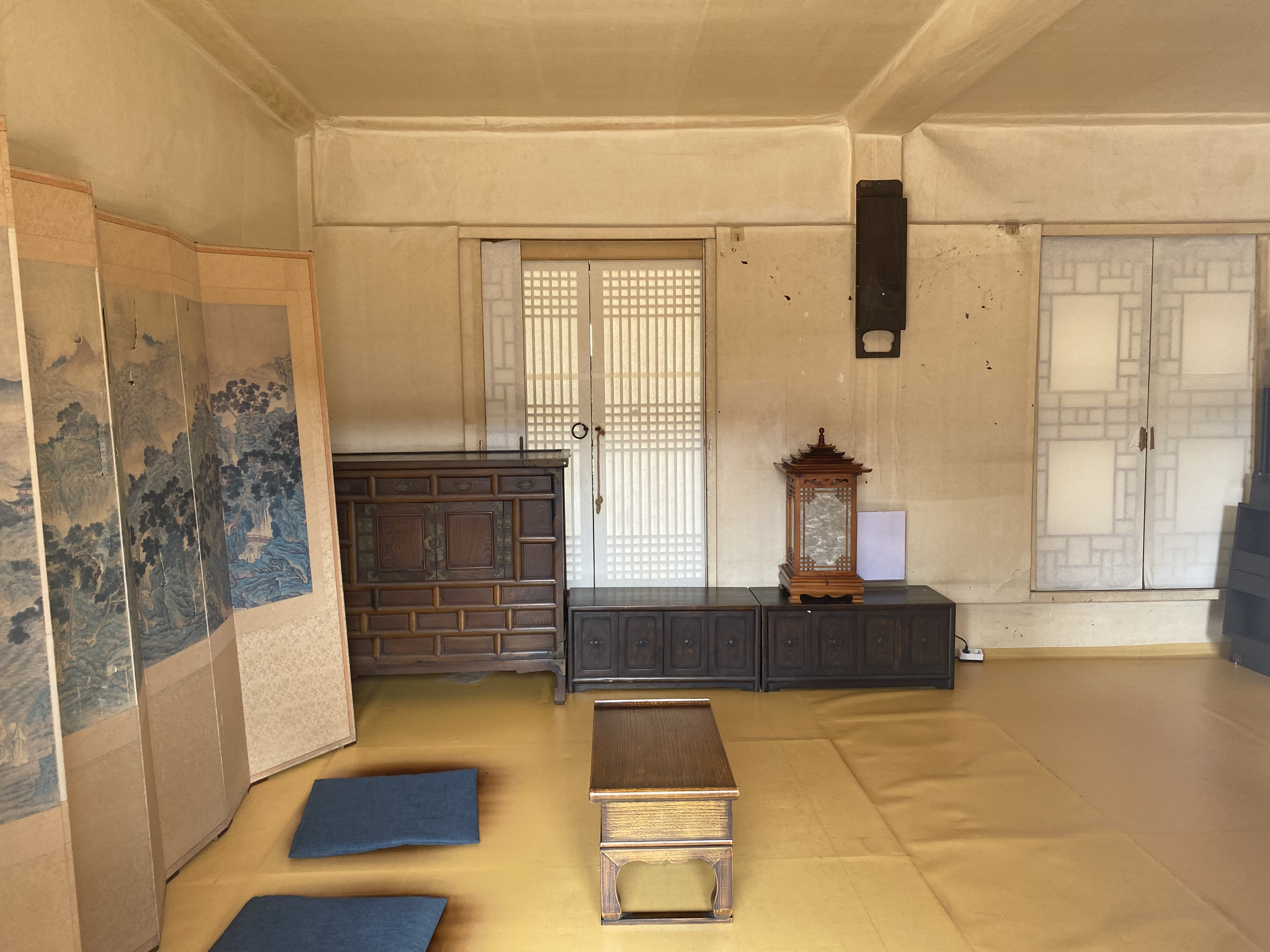
제기동풍부원군윤택영재실의 사진
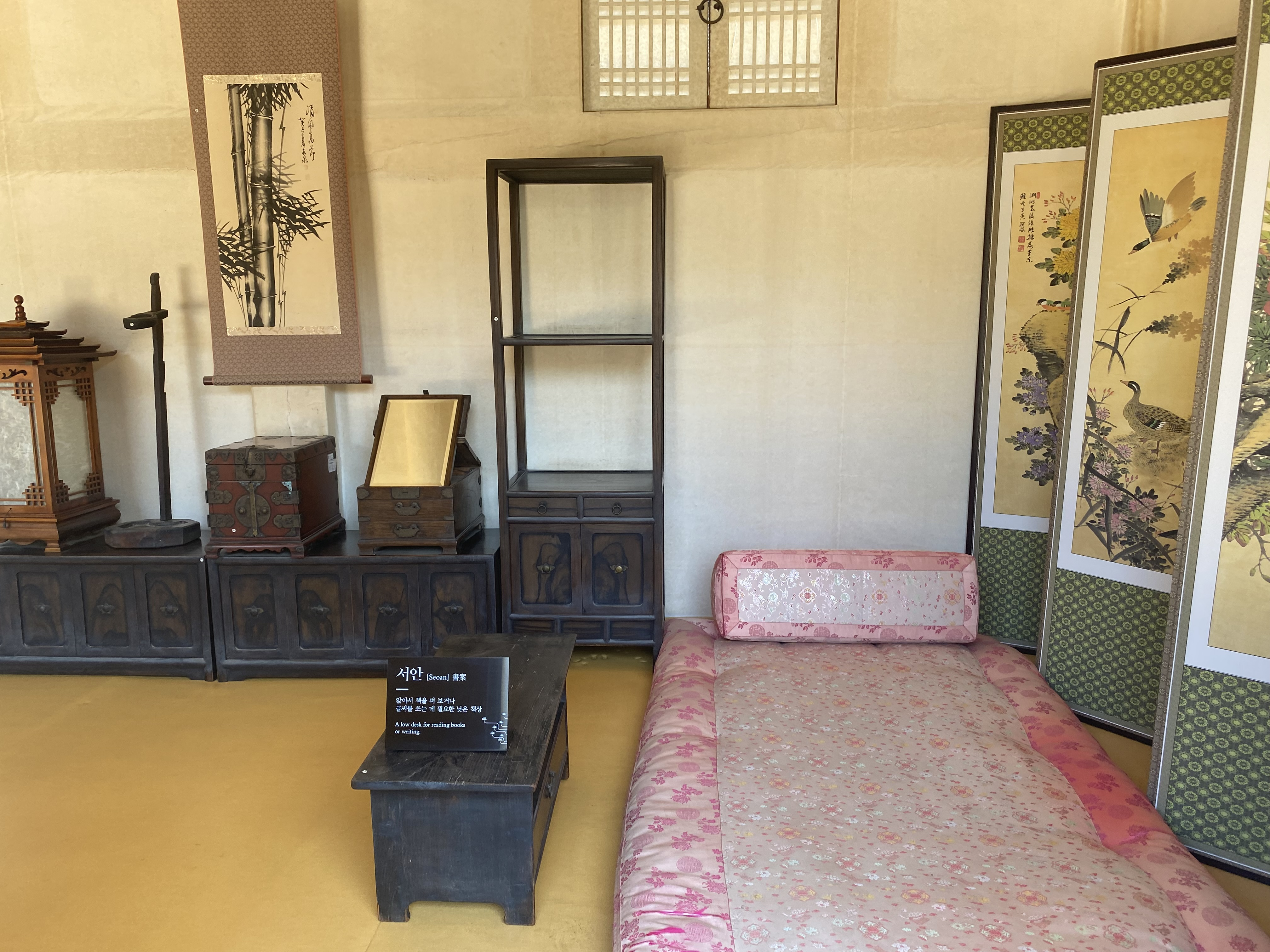
제기동풍부원군윤택영재실의 사진
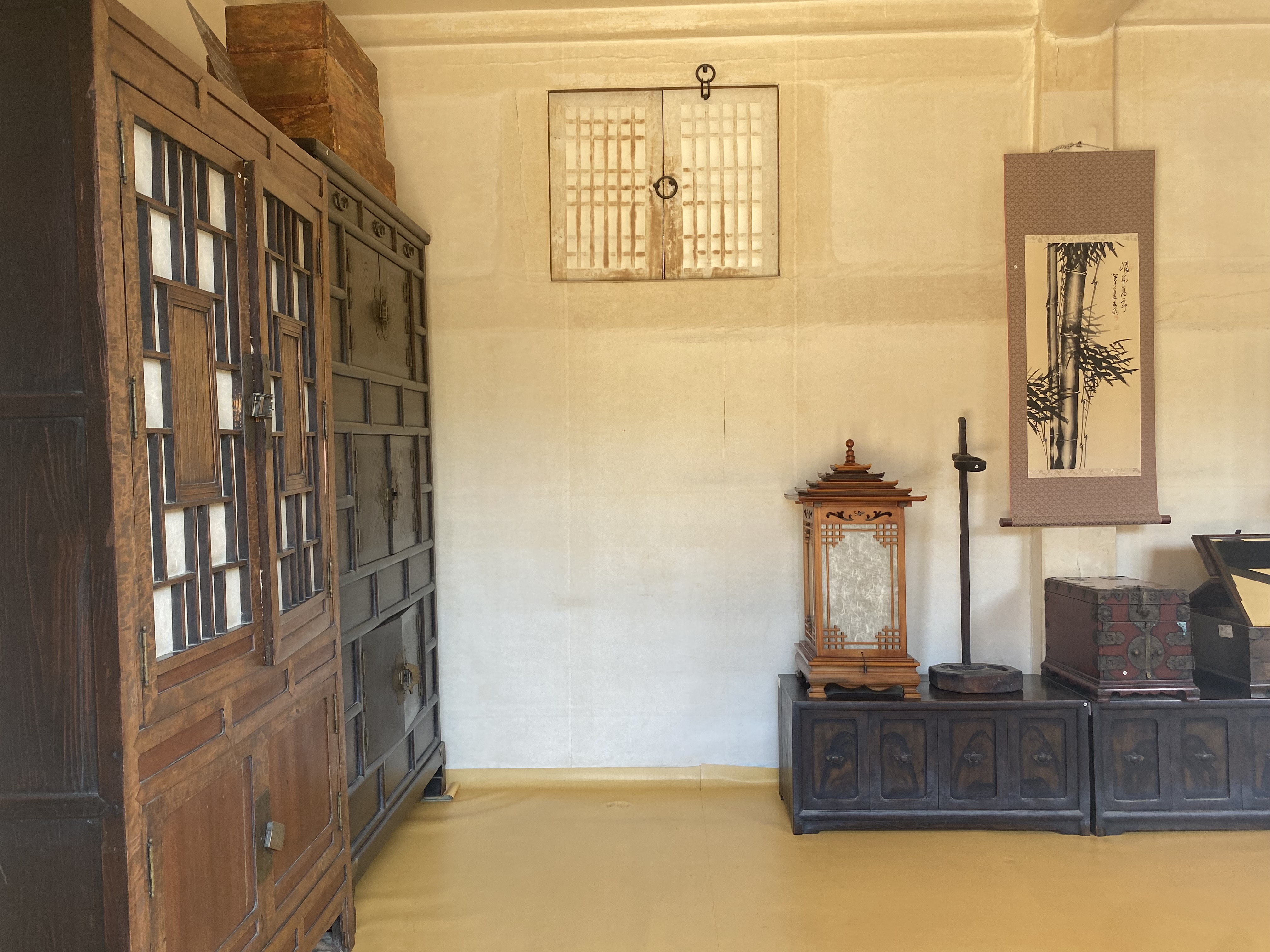
제기동풍부원군윤택영재실의 사진
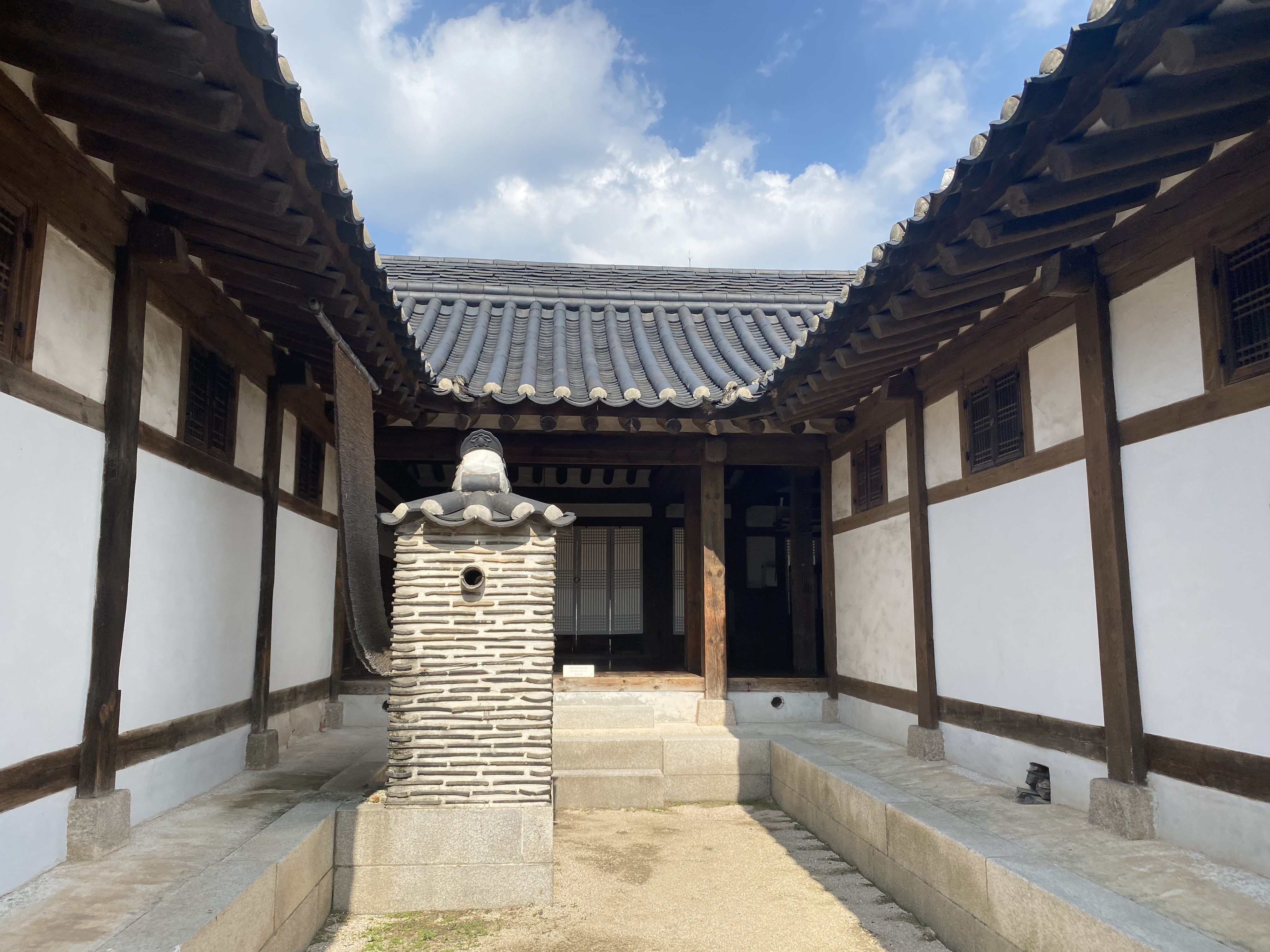
제기동풍부원군윤택영재실의 사진
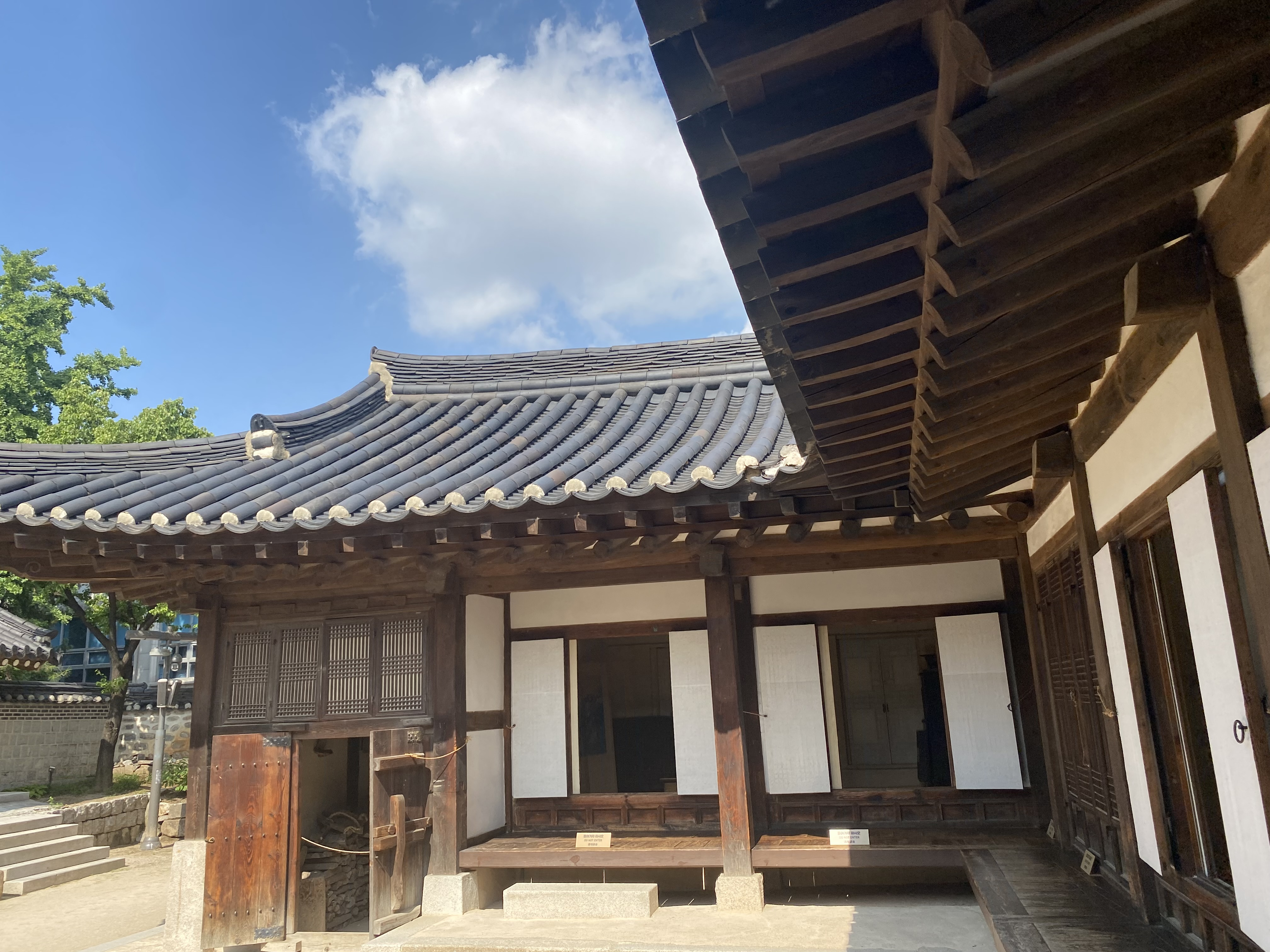
제기동풍부원군윤택영재실의 사진
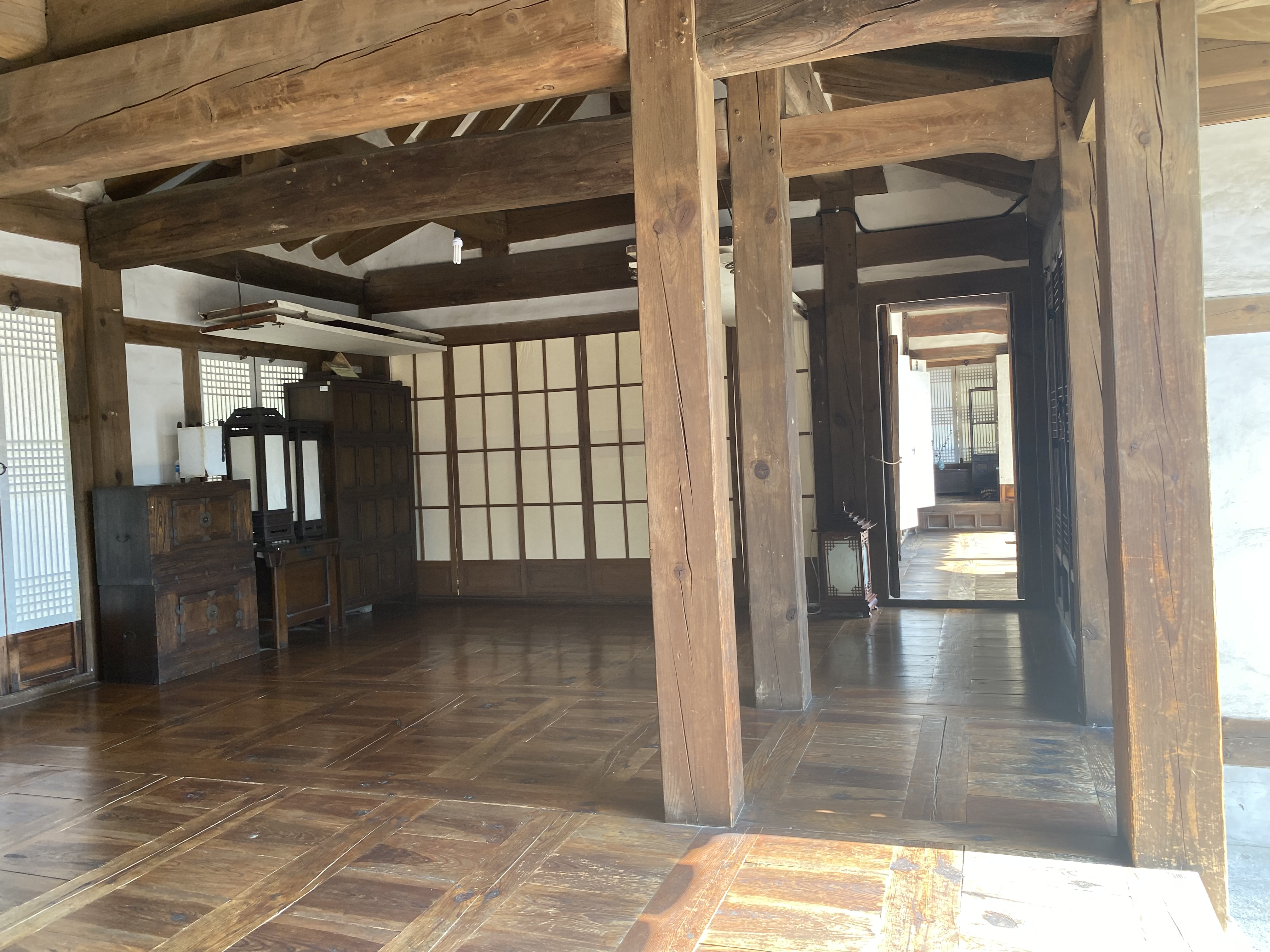
제기동풍부원군윤택영재실의 사진
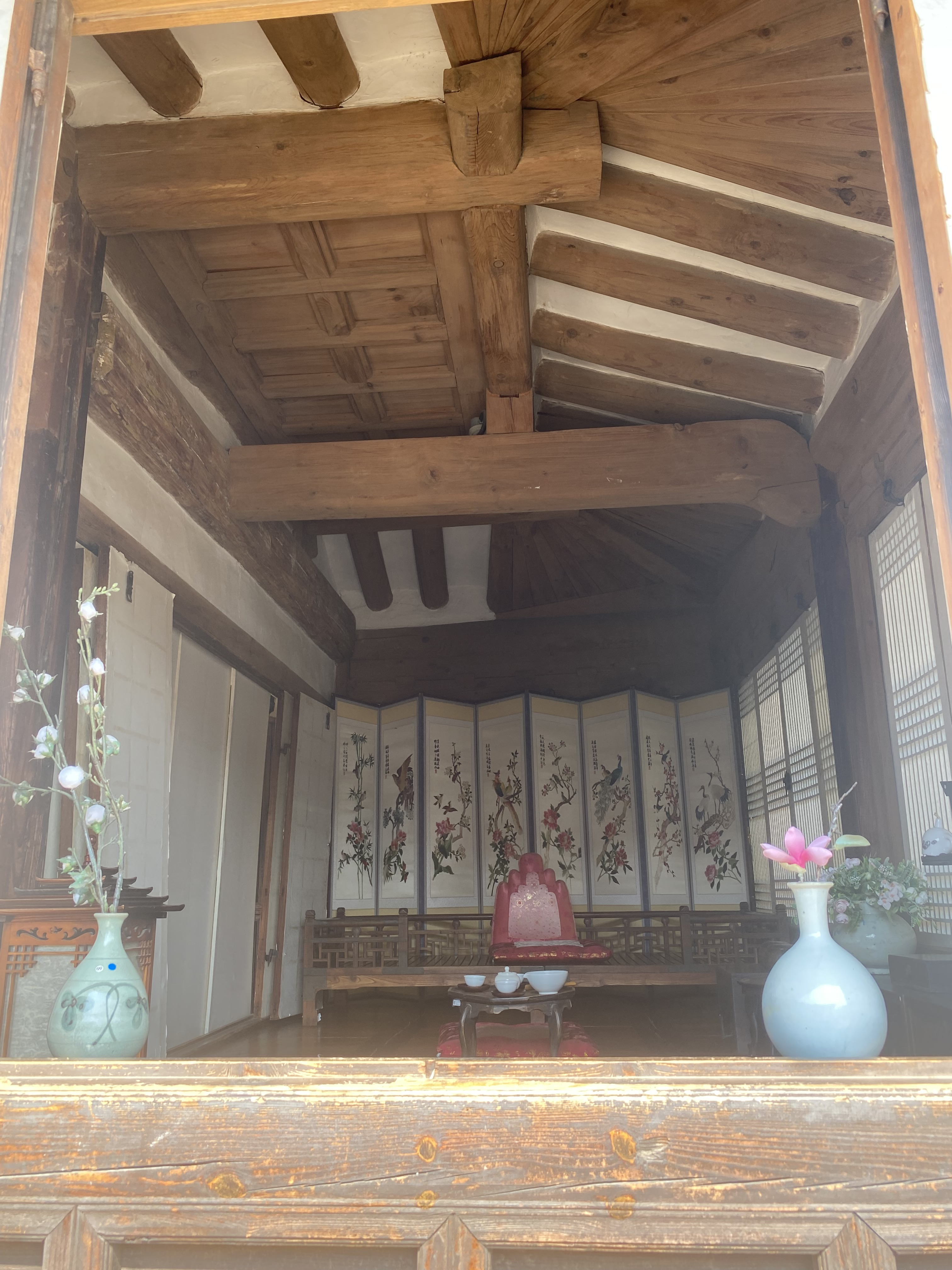
제기동풍부원군윤택영재실의 사진
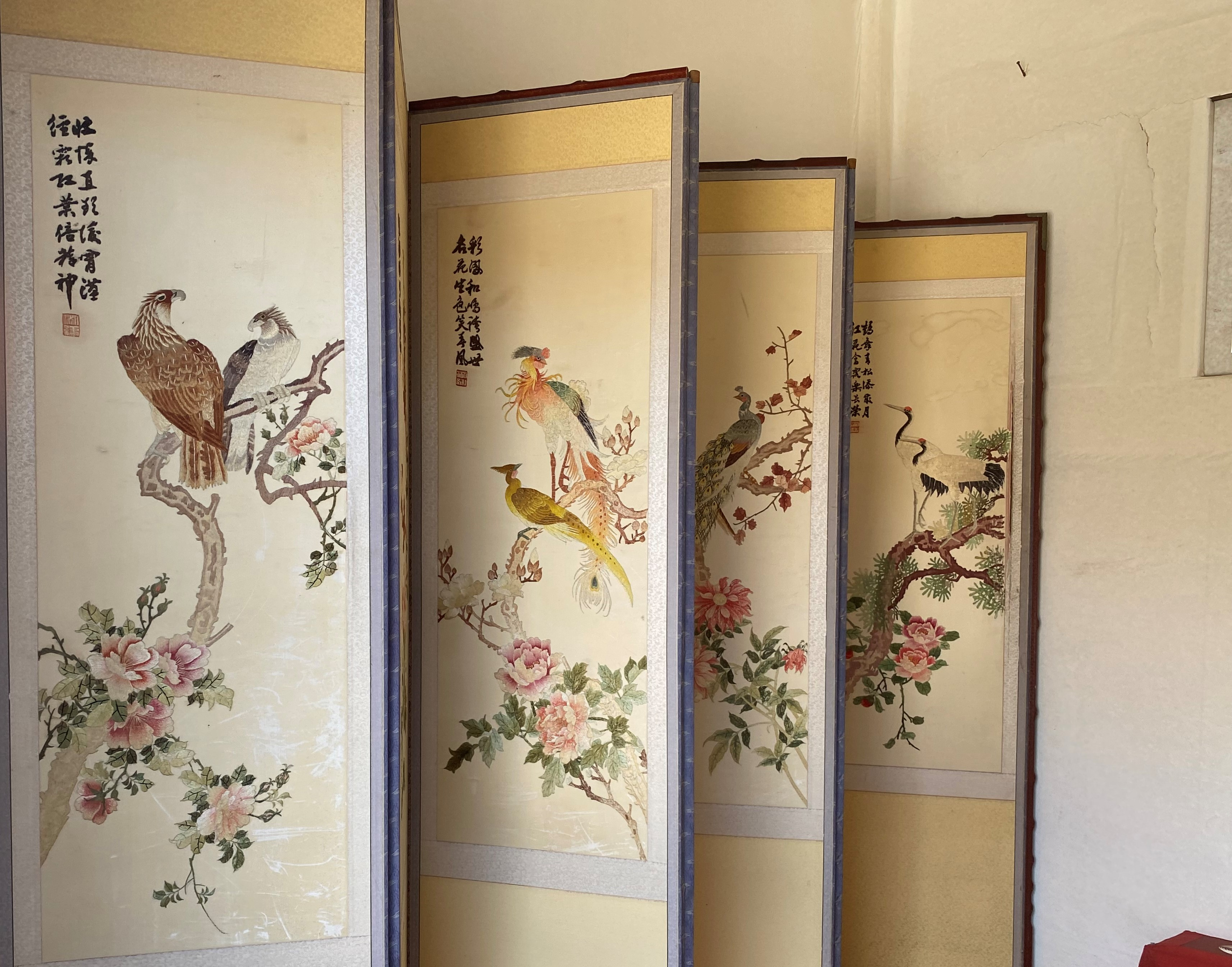
제기동풍부원군윤택영재실의 사진
제기동풍부원군윤택영재실의 사진
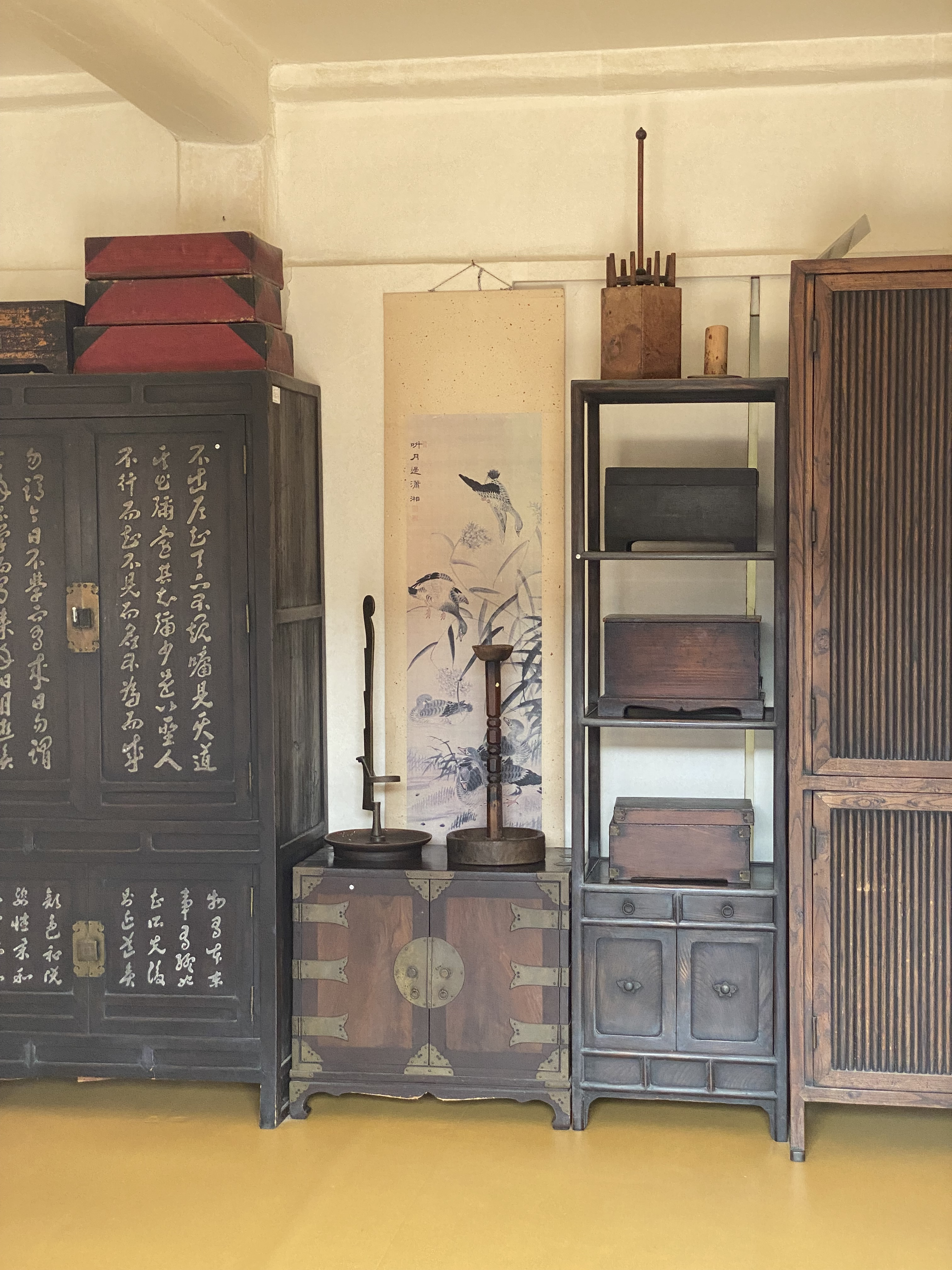
제기동풍부원군윤택영재실의 사진
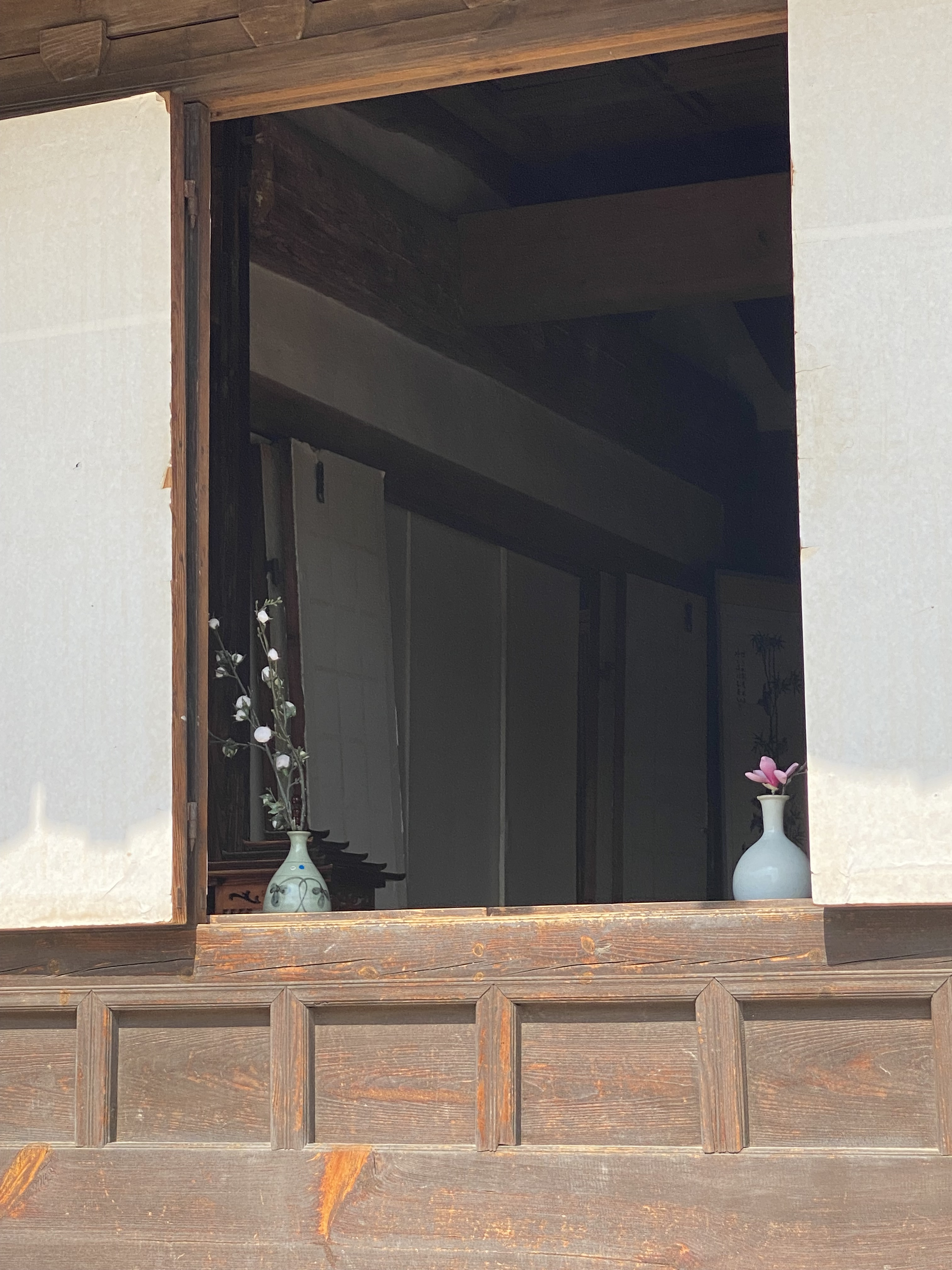
제기동풍부원군윤택영재실의 사진
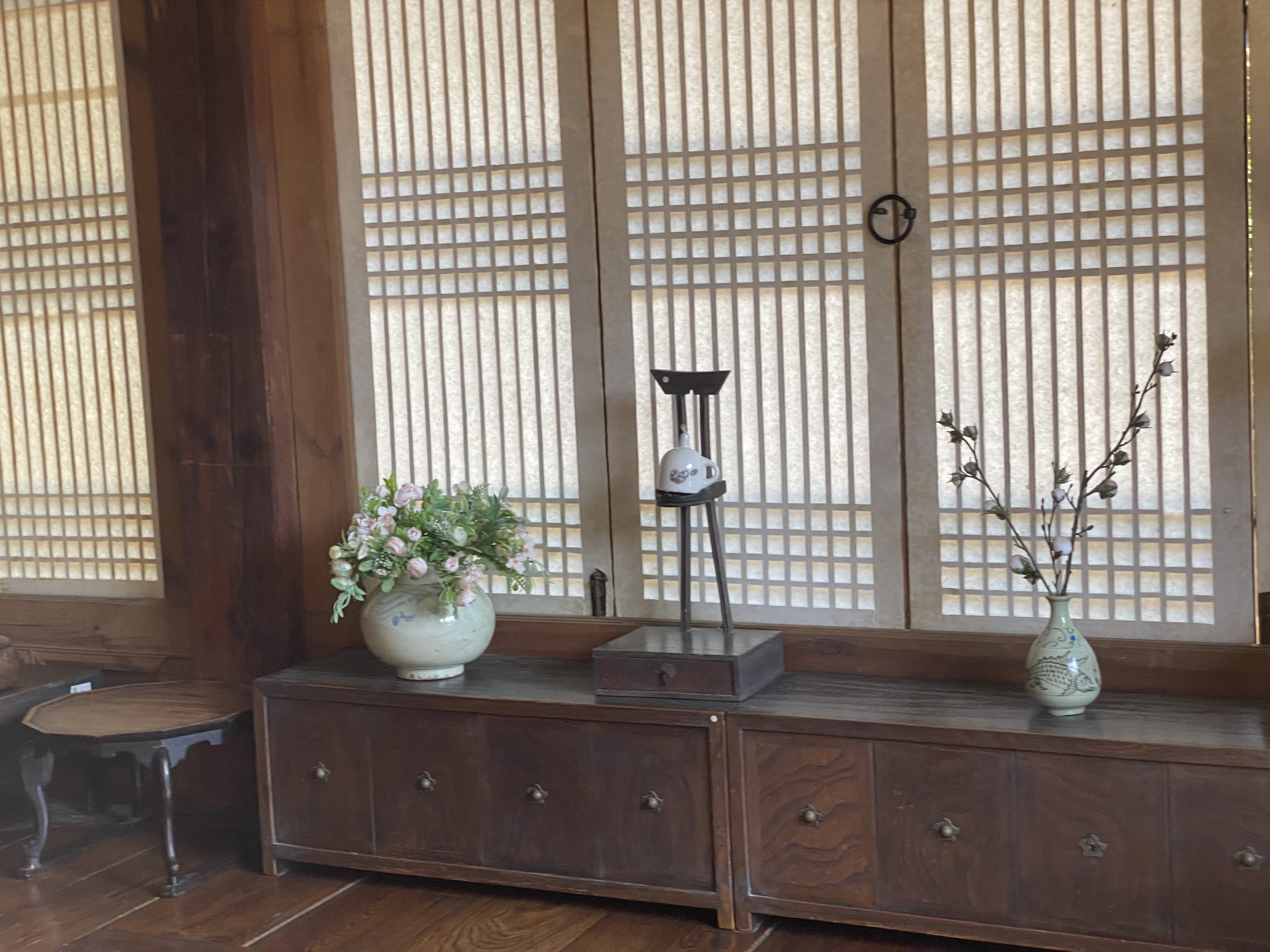
제기동풍부원군윤택영재실의 사진
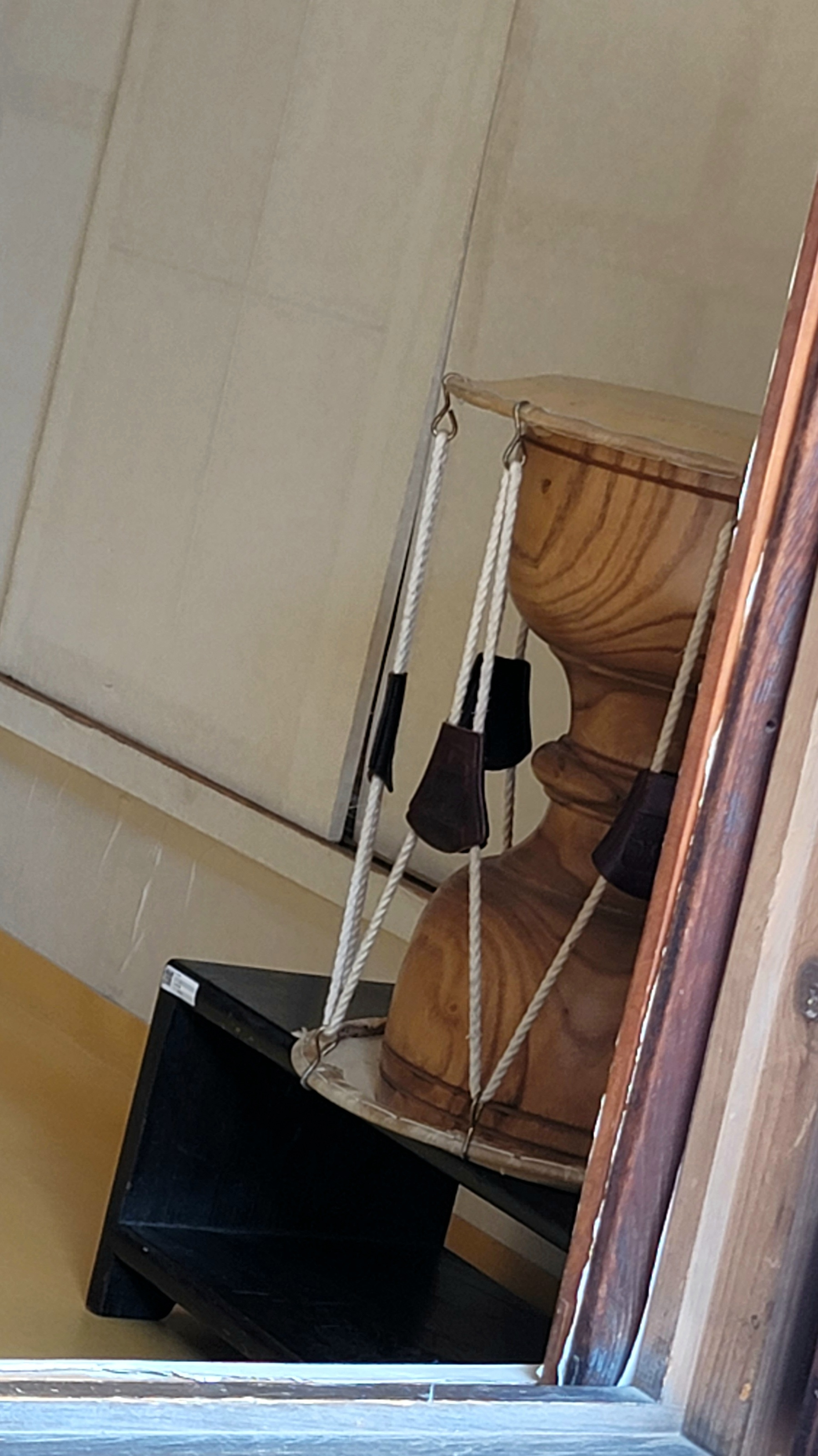
장구.
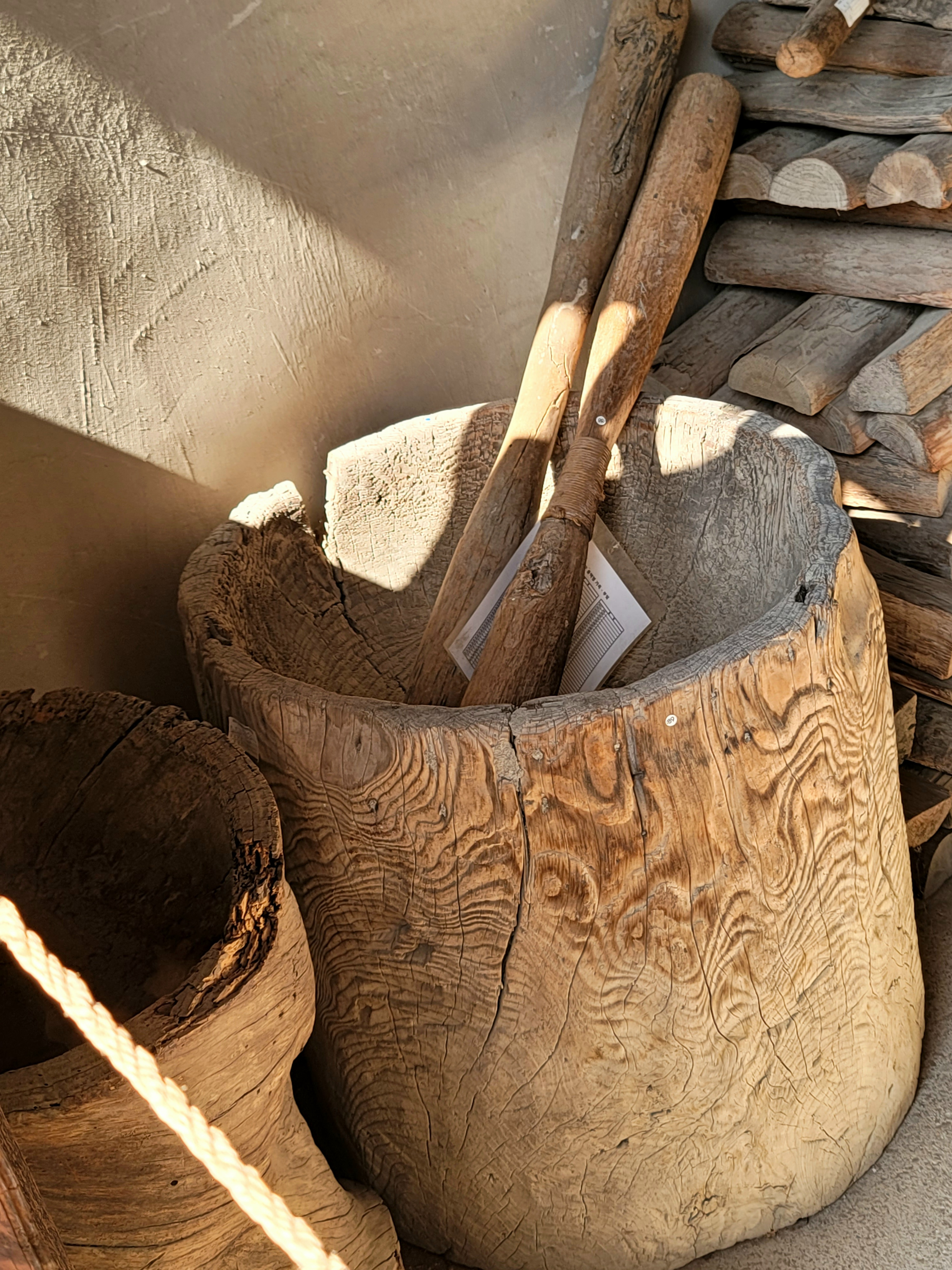
절구.
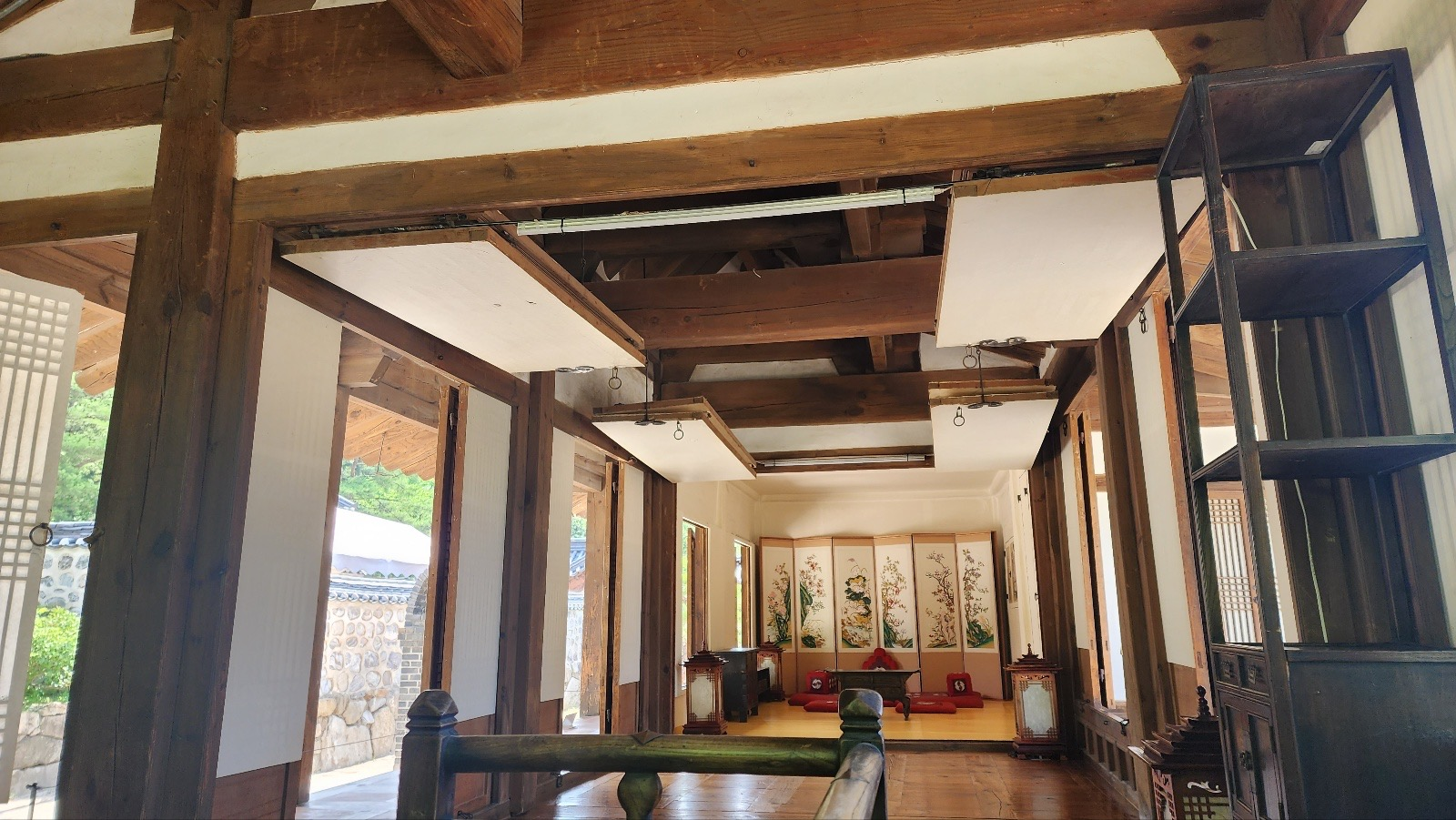
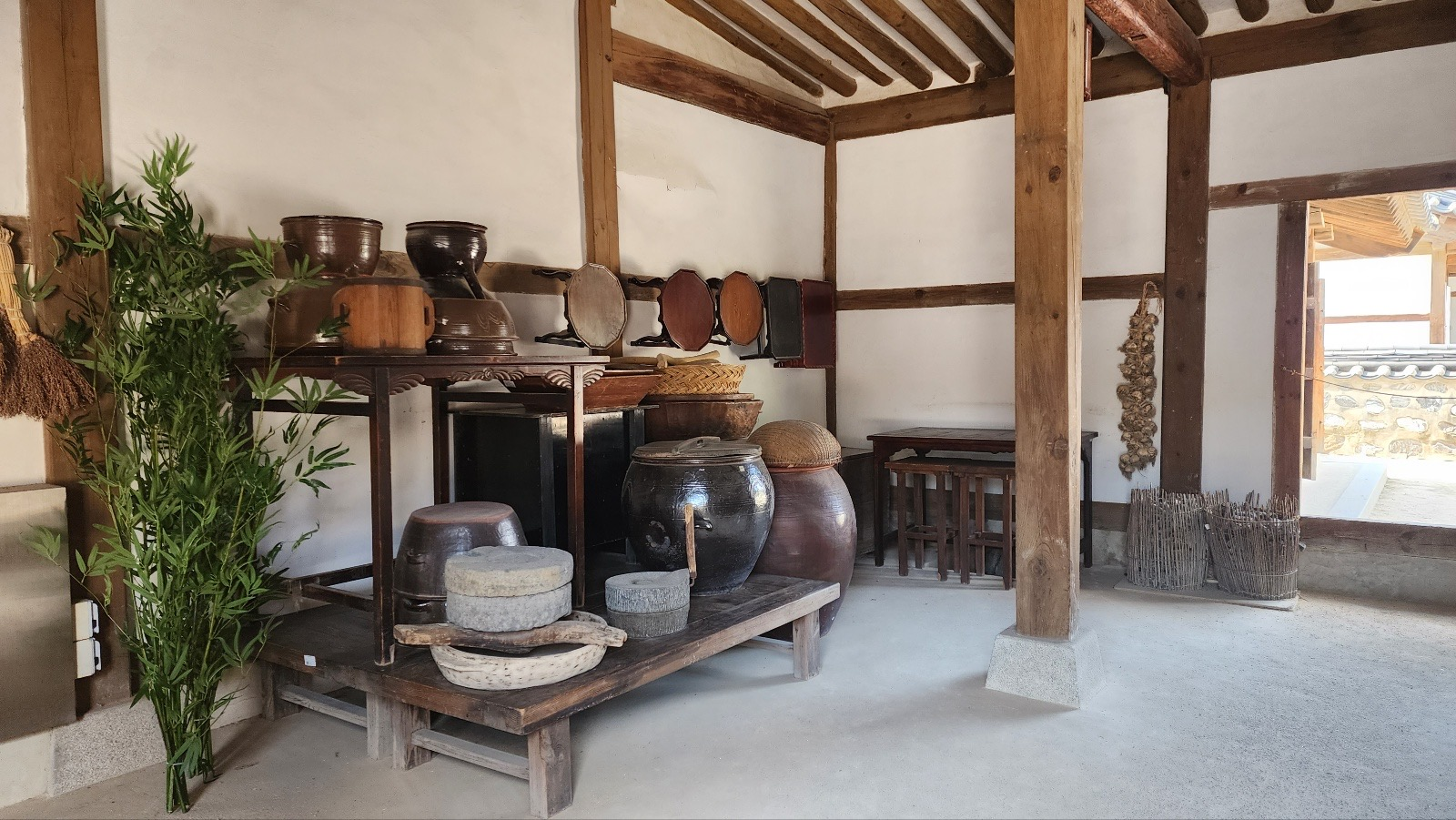
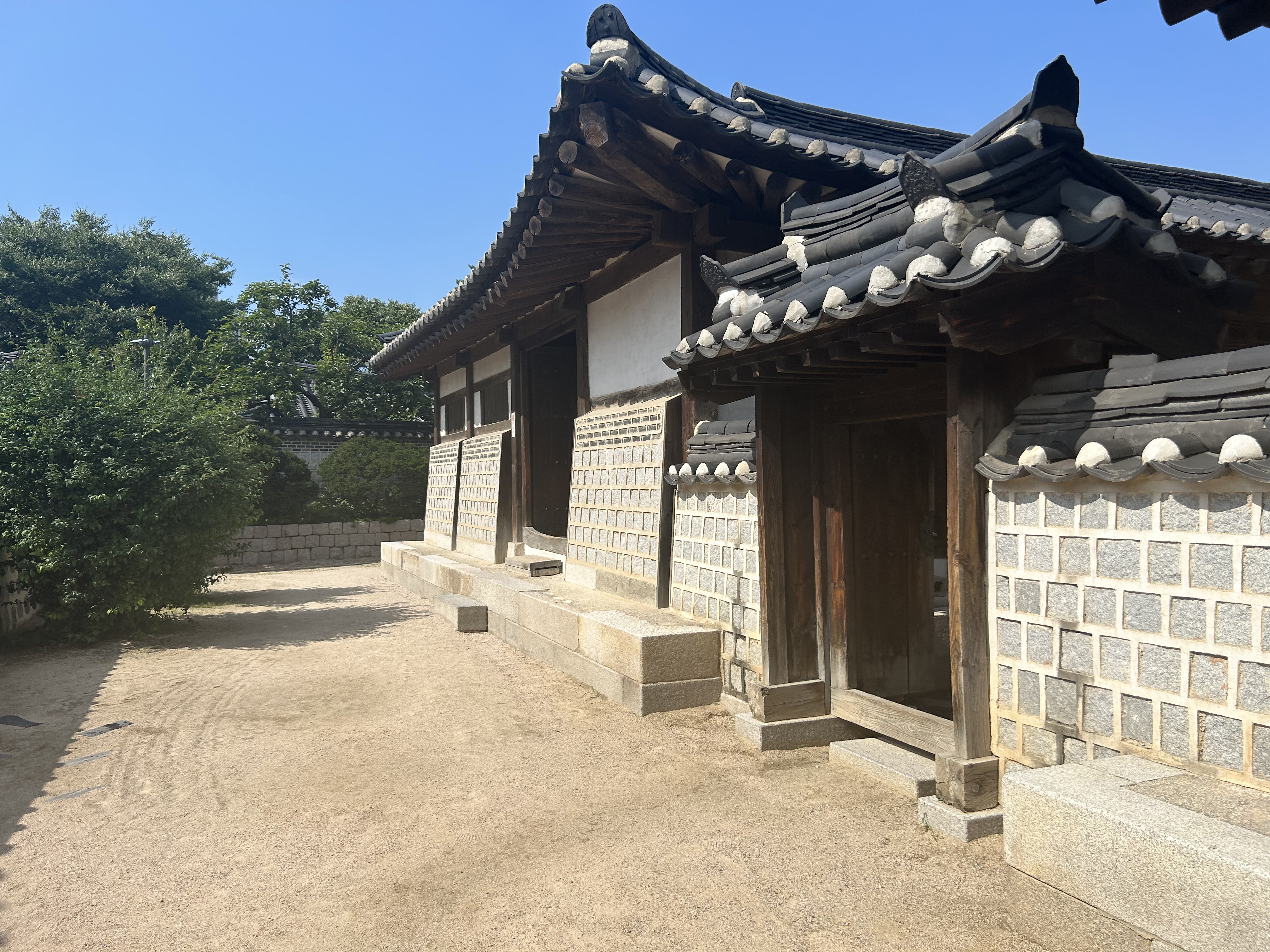
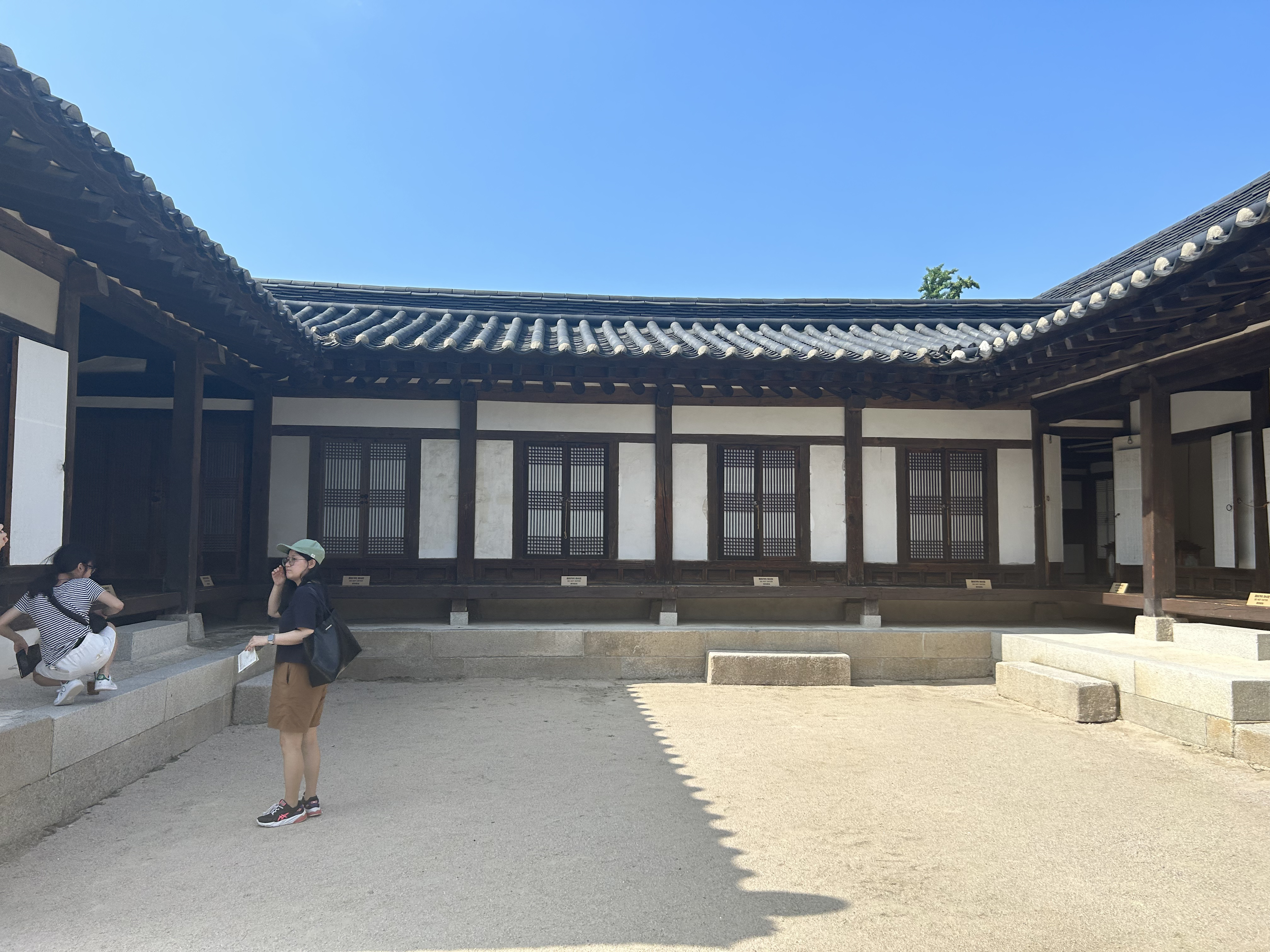
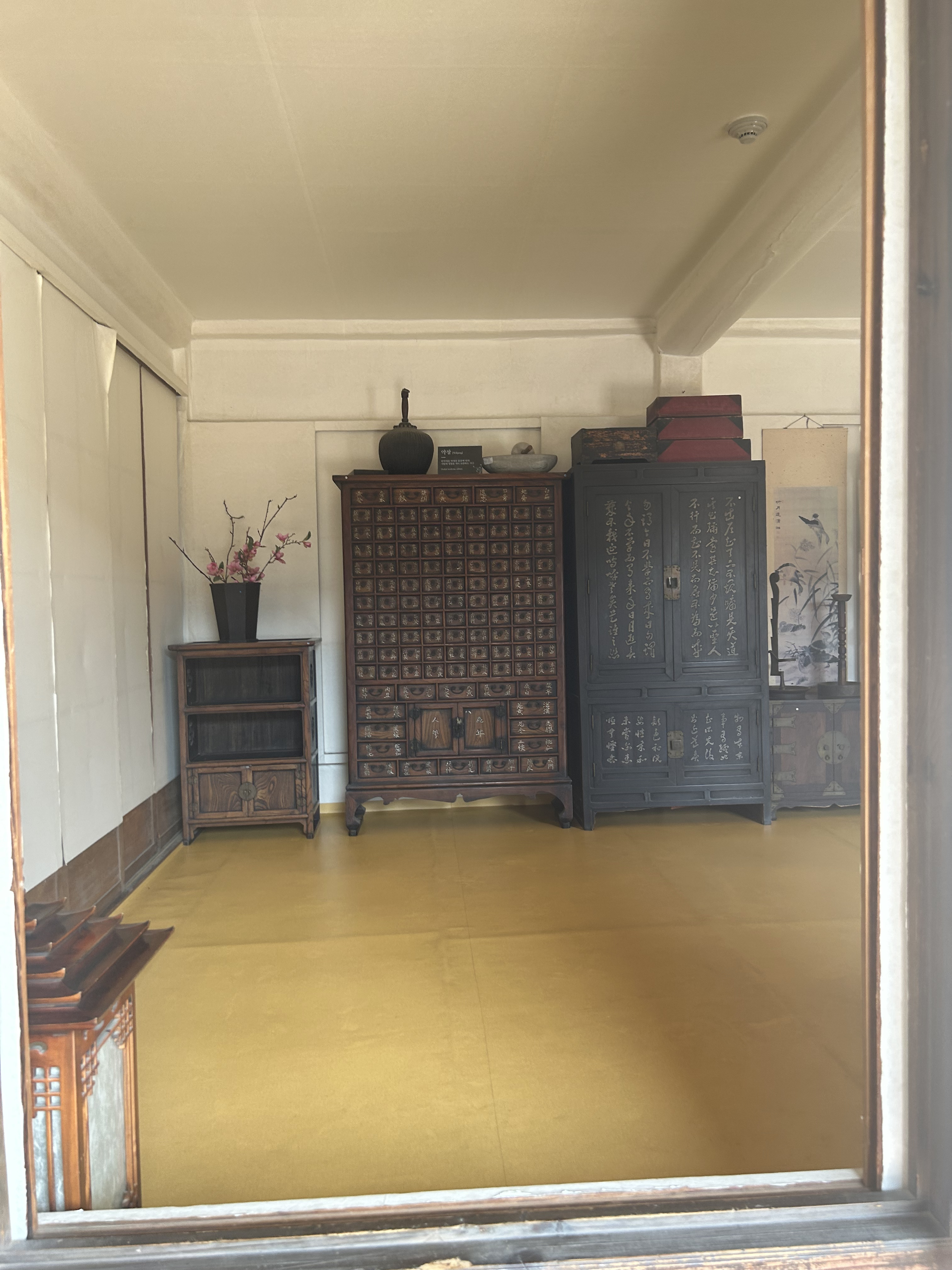
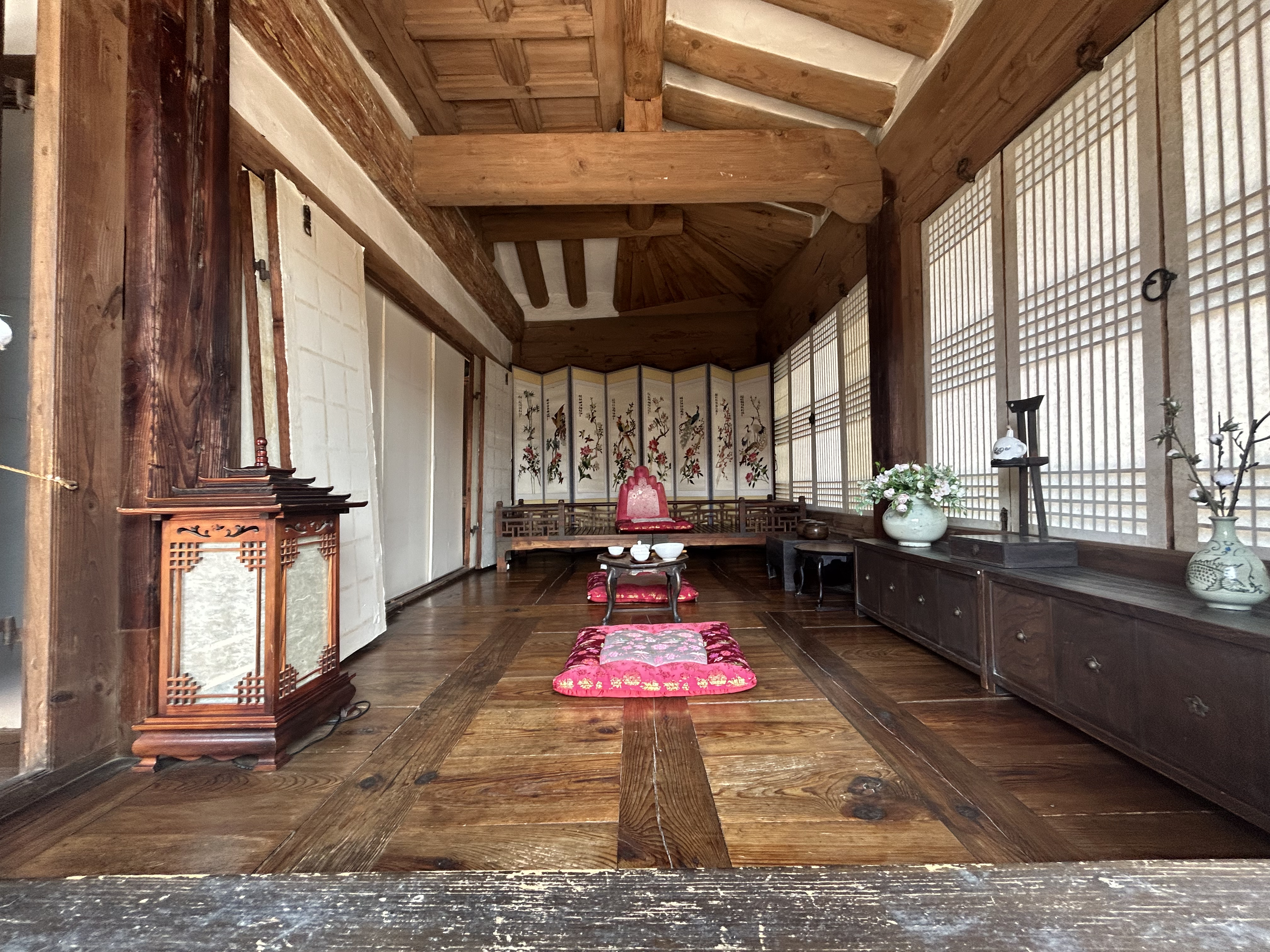
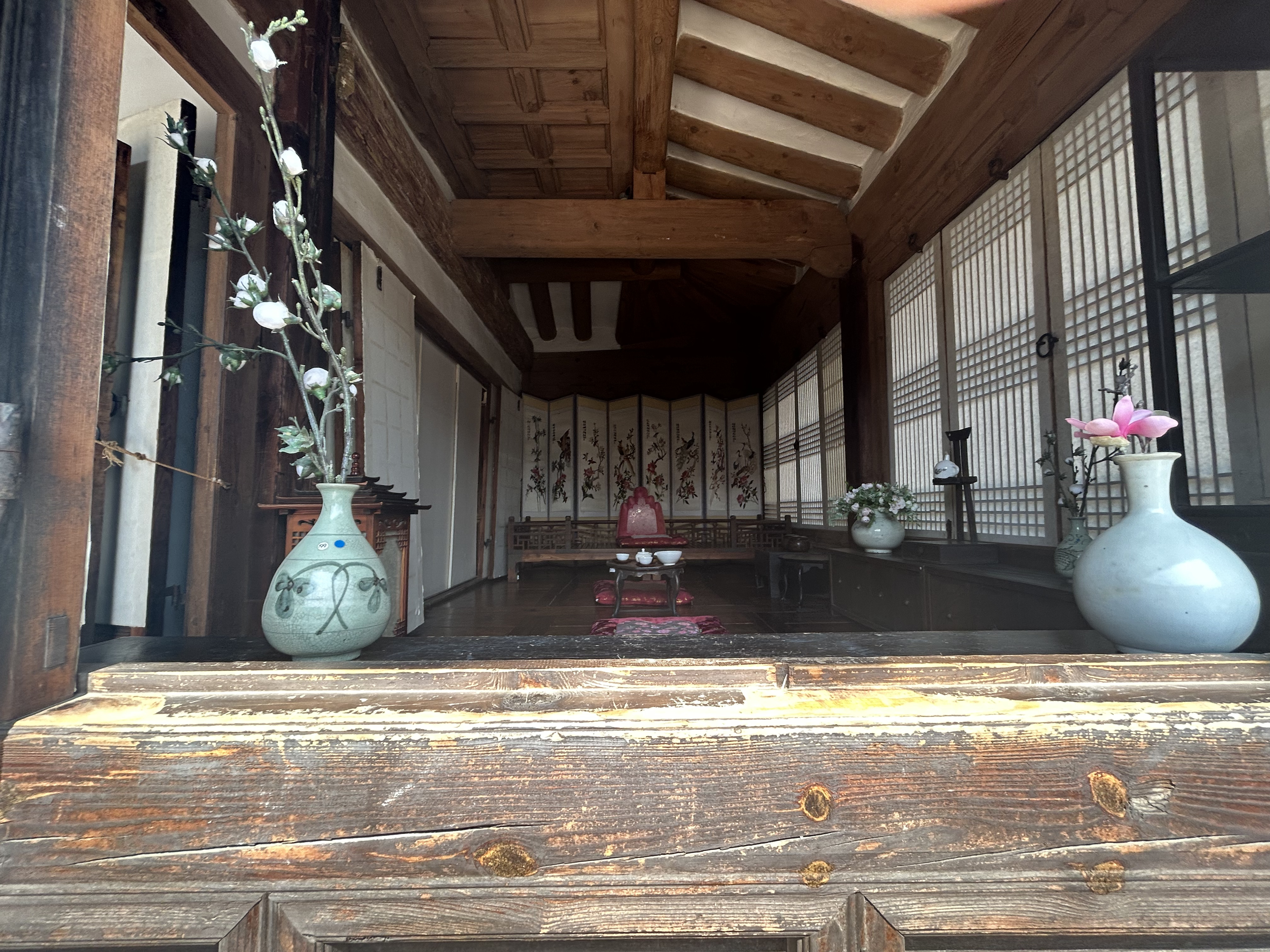
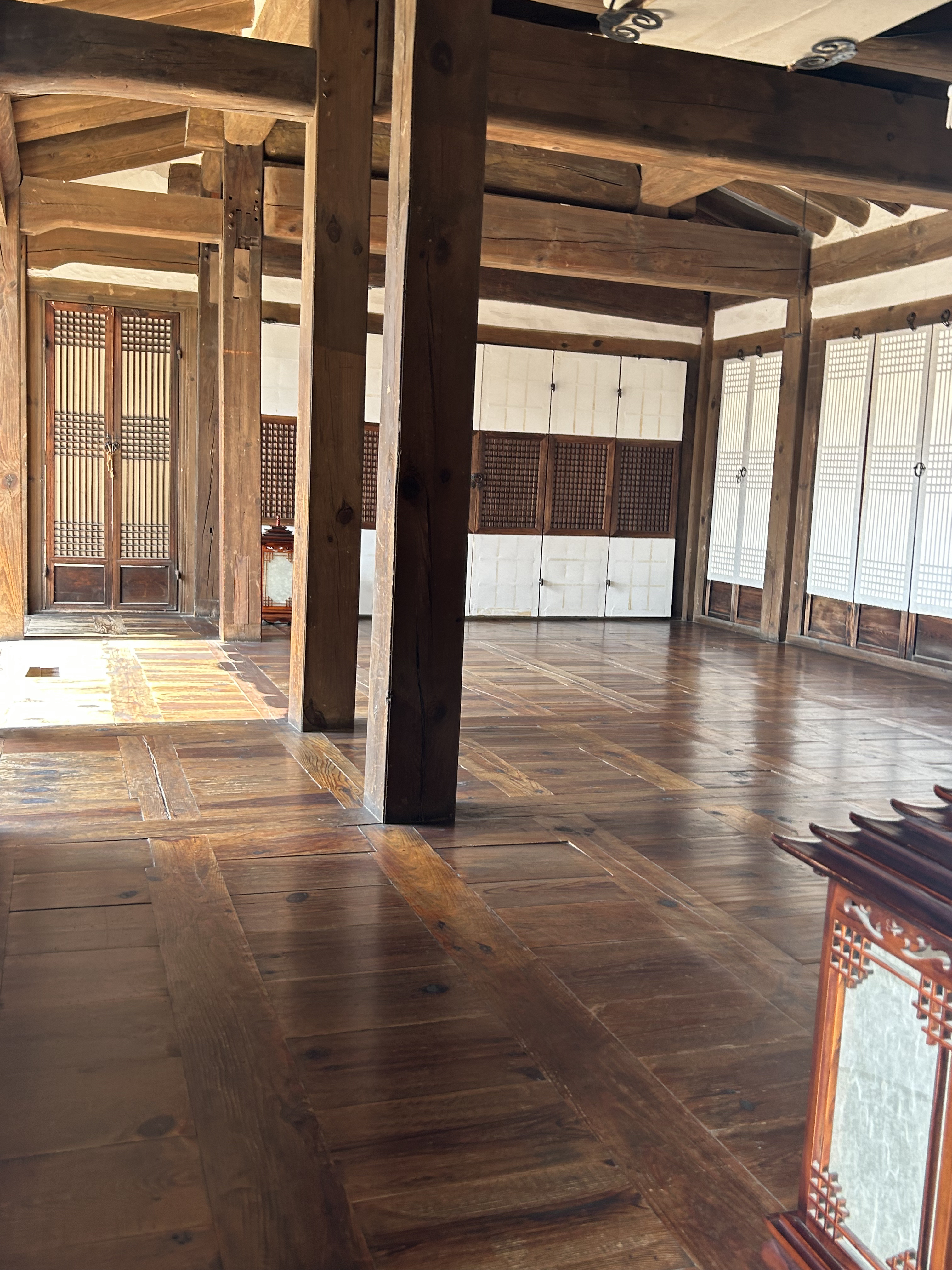
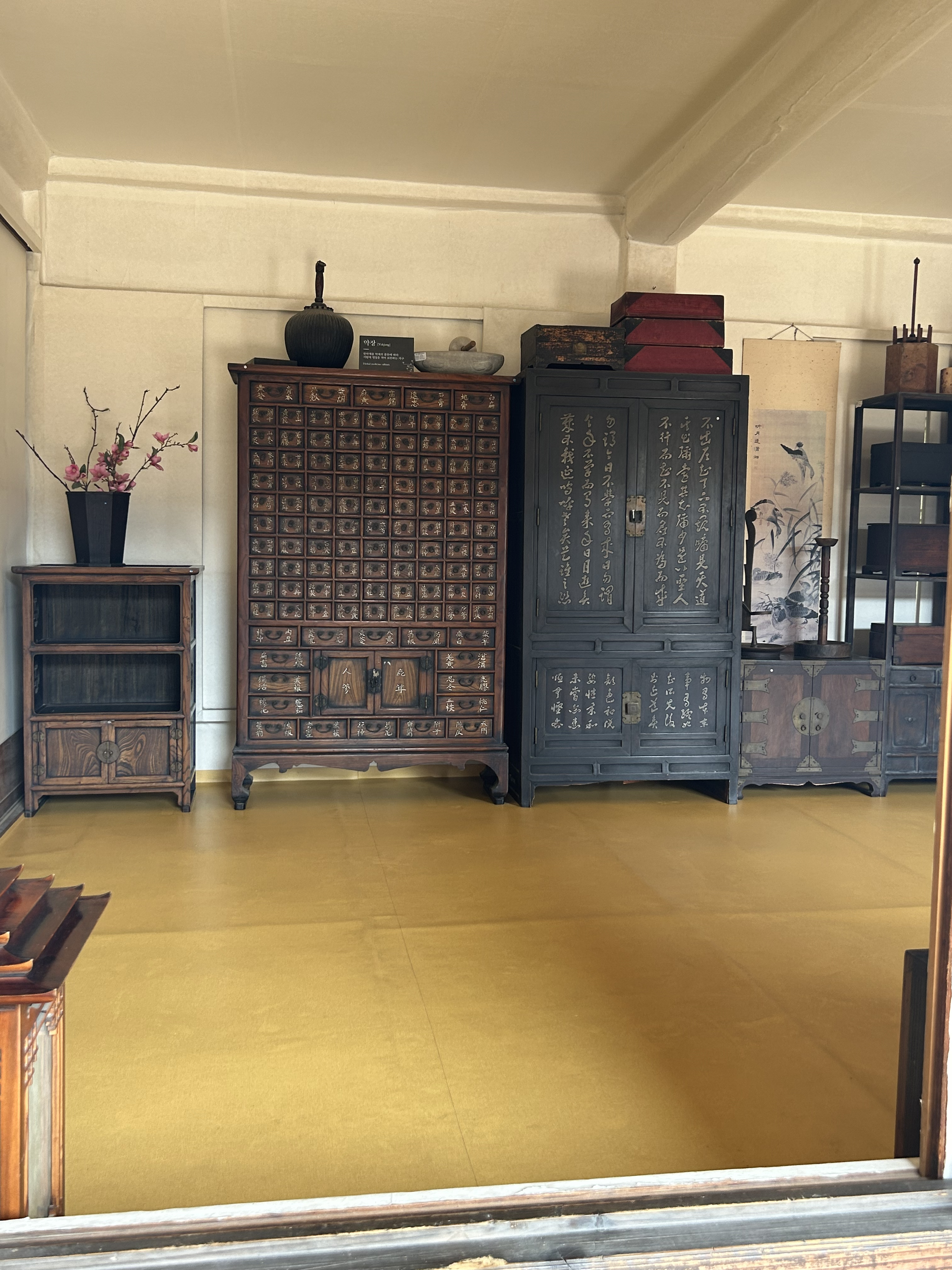
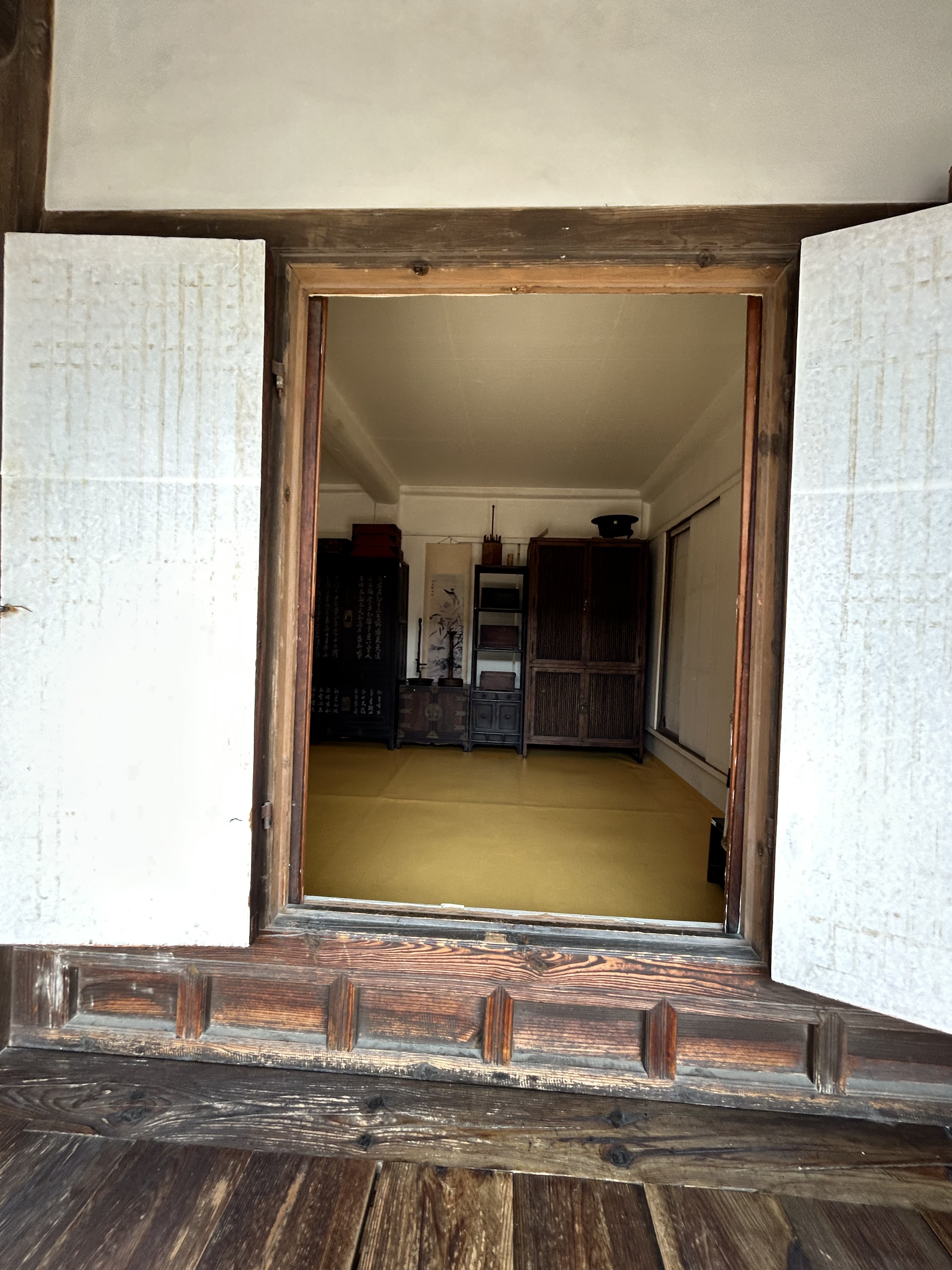
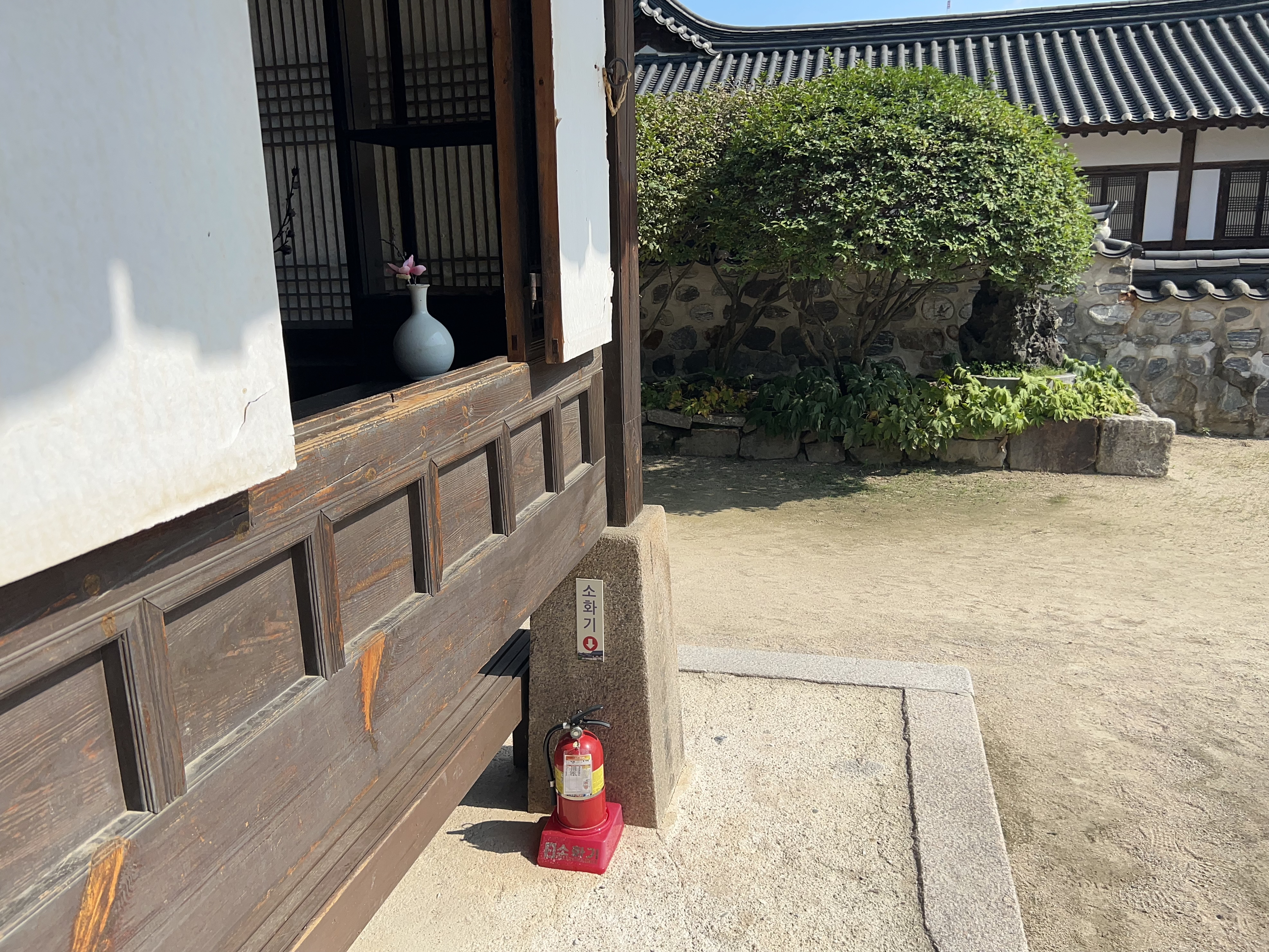
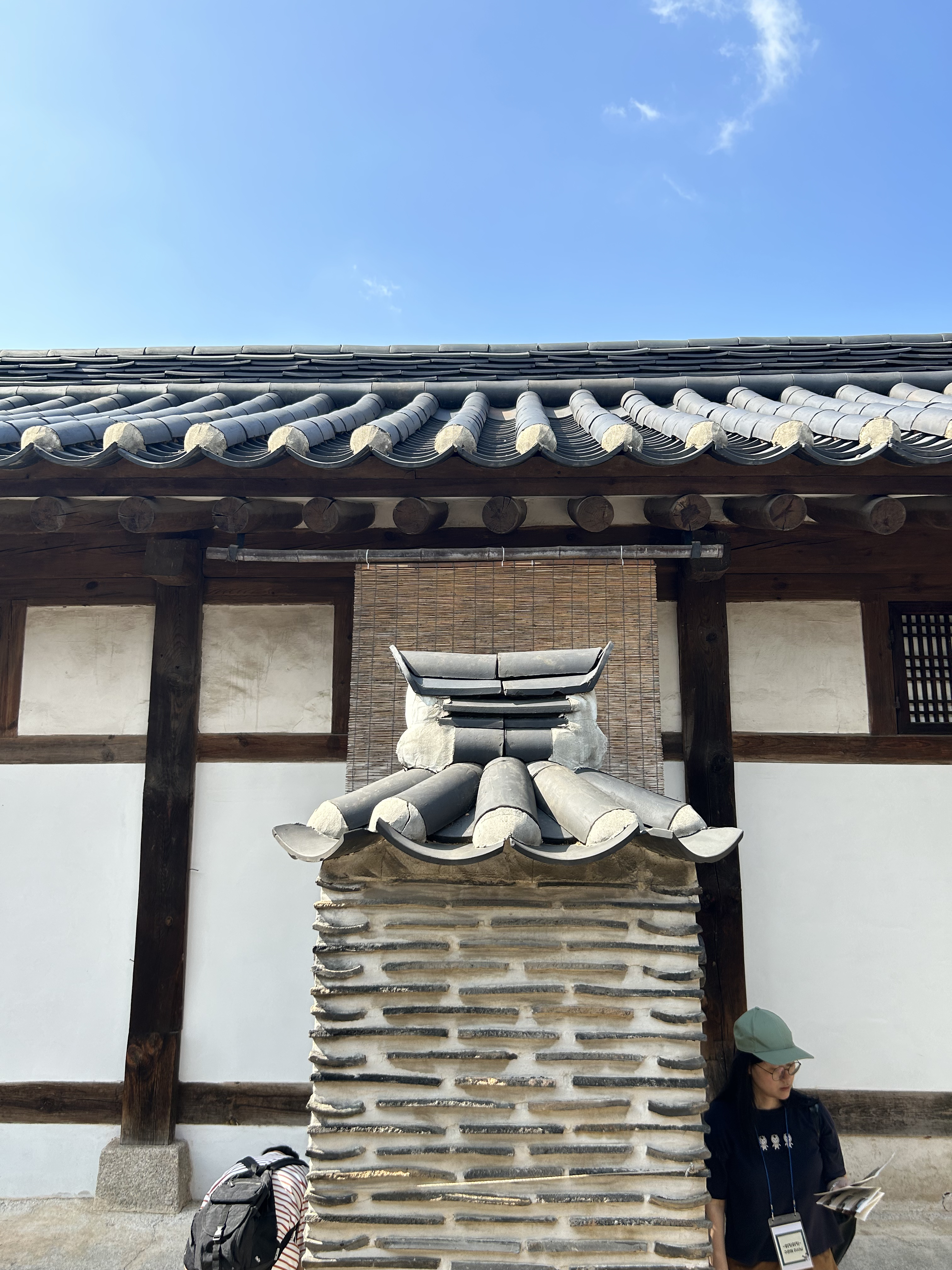
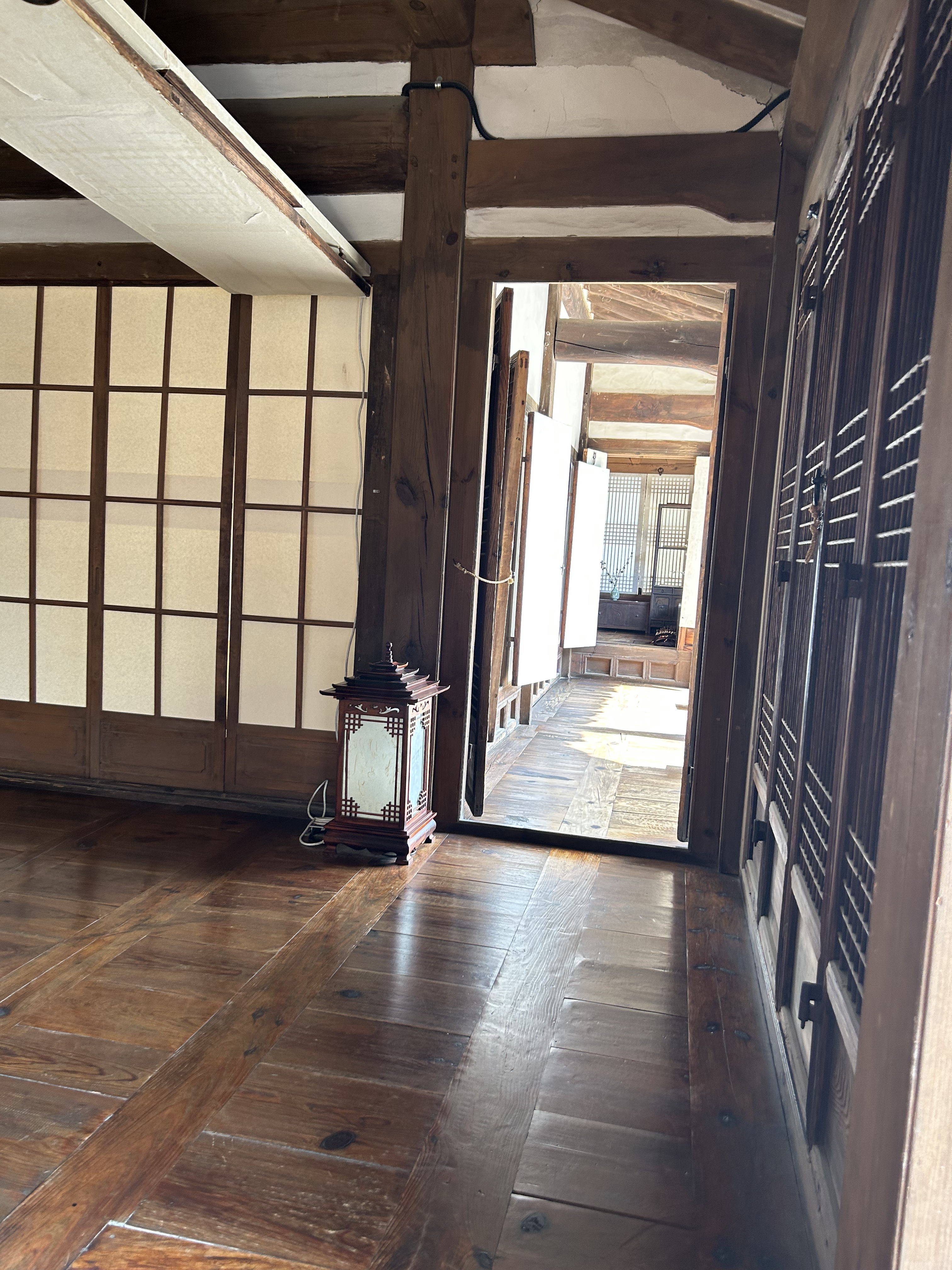
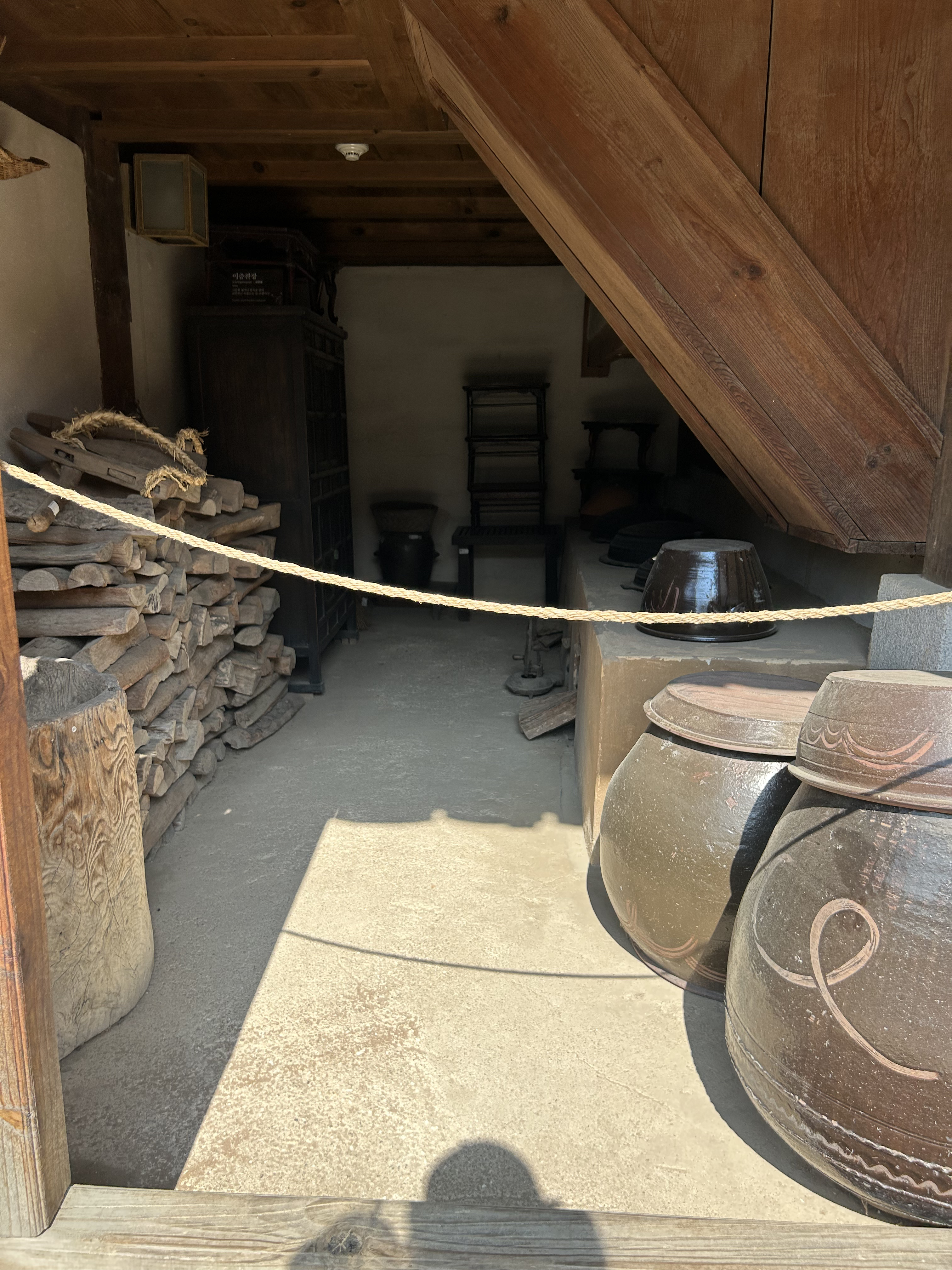
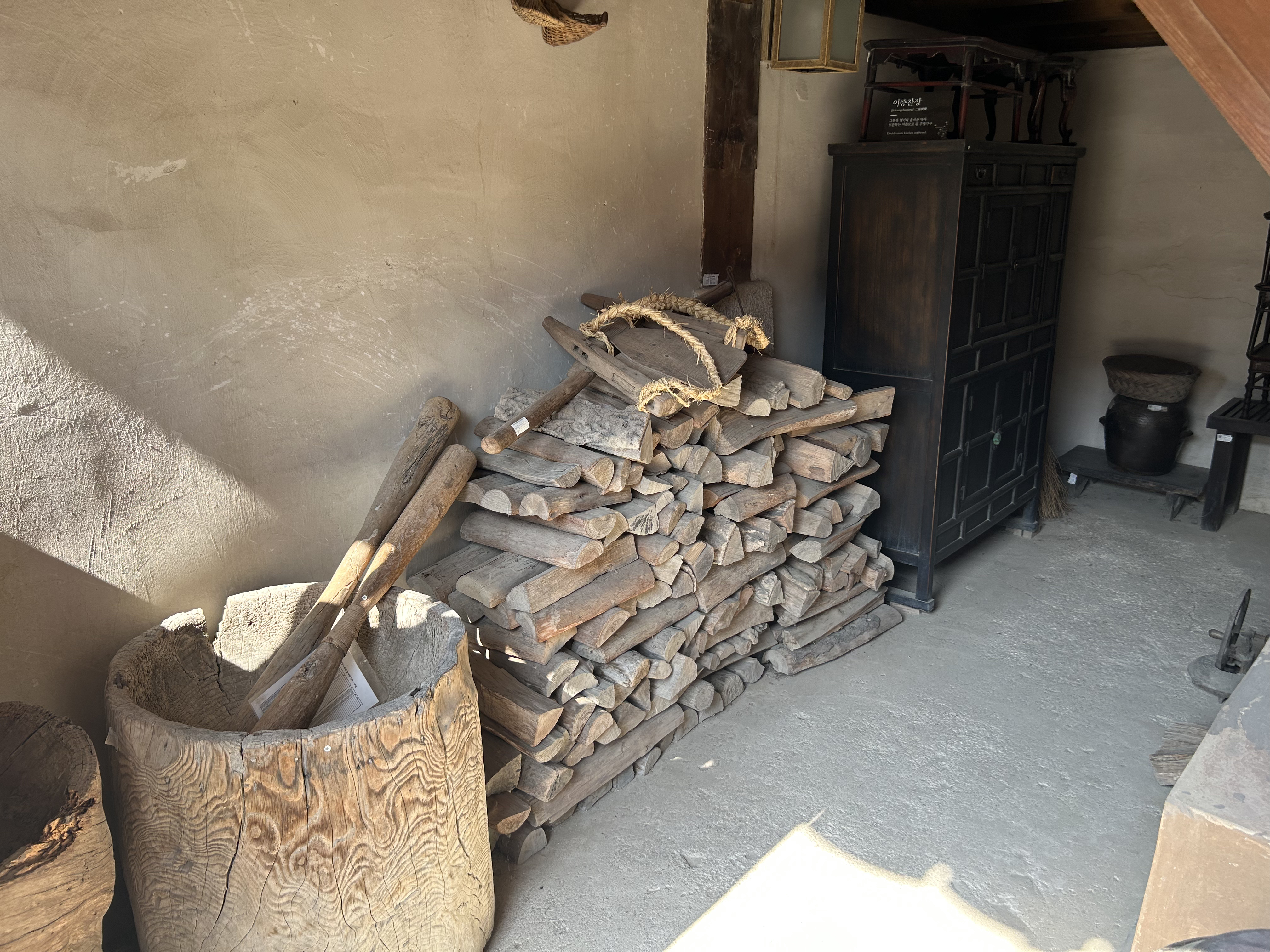
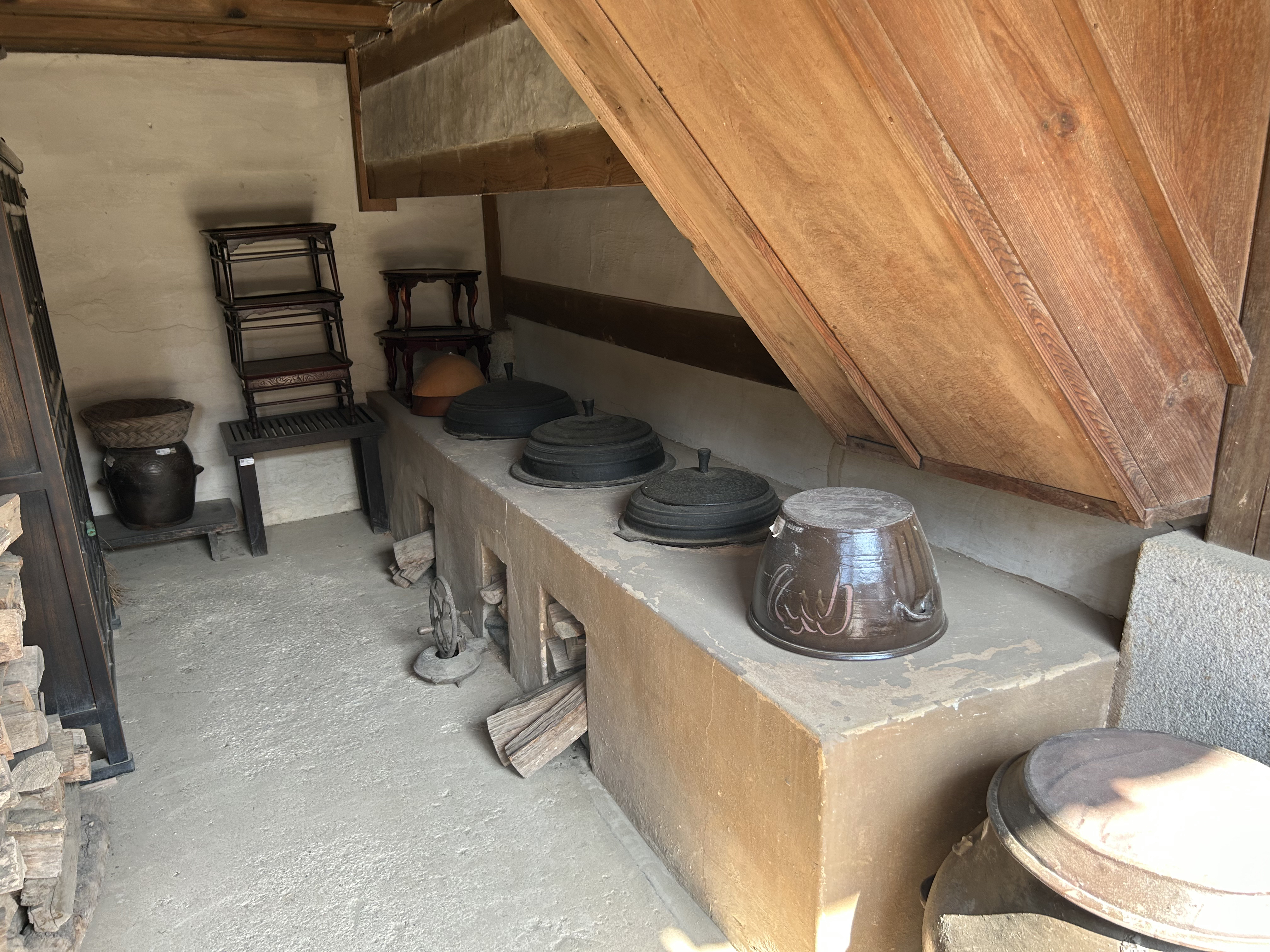
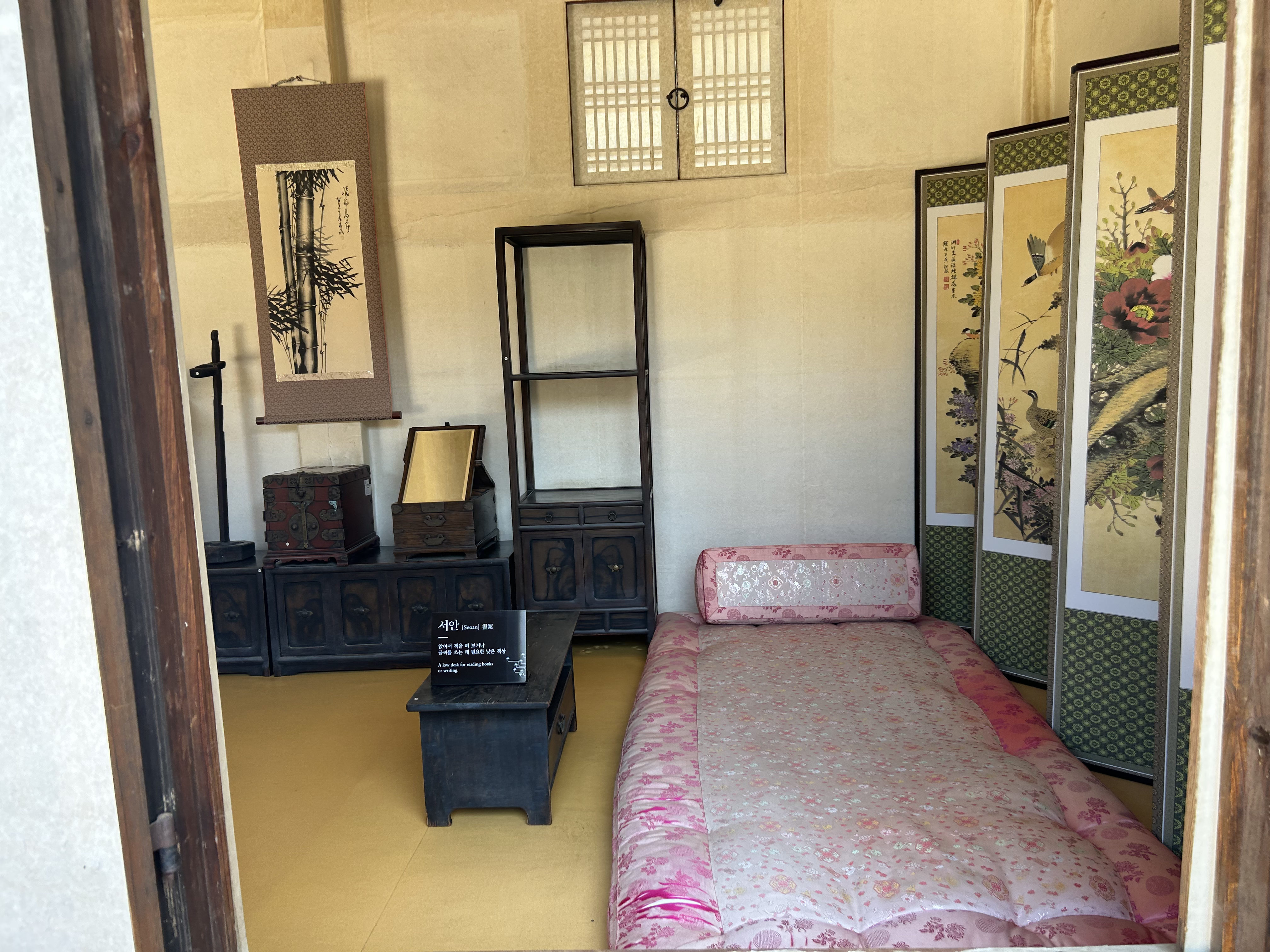
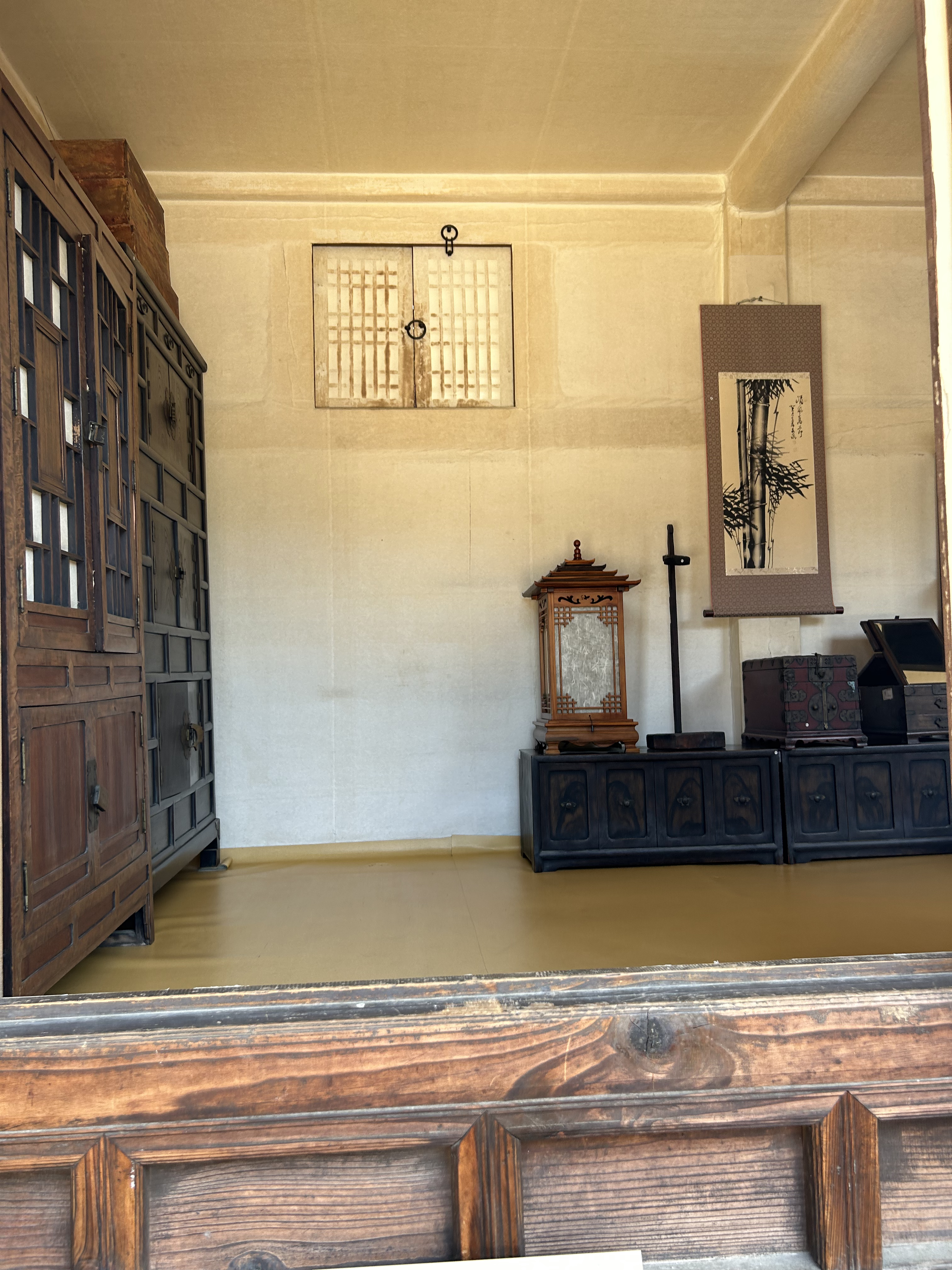
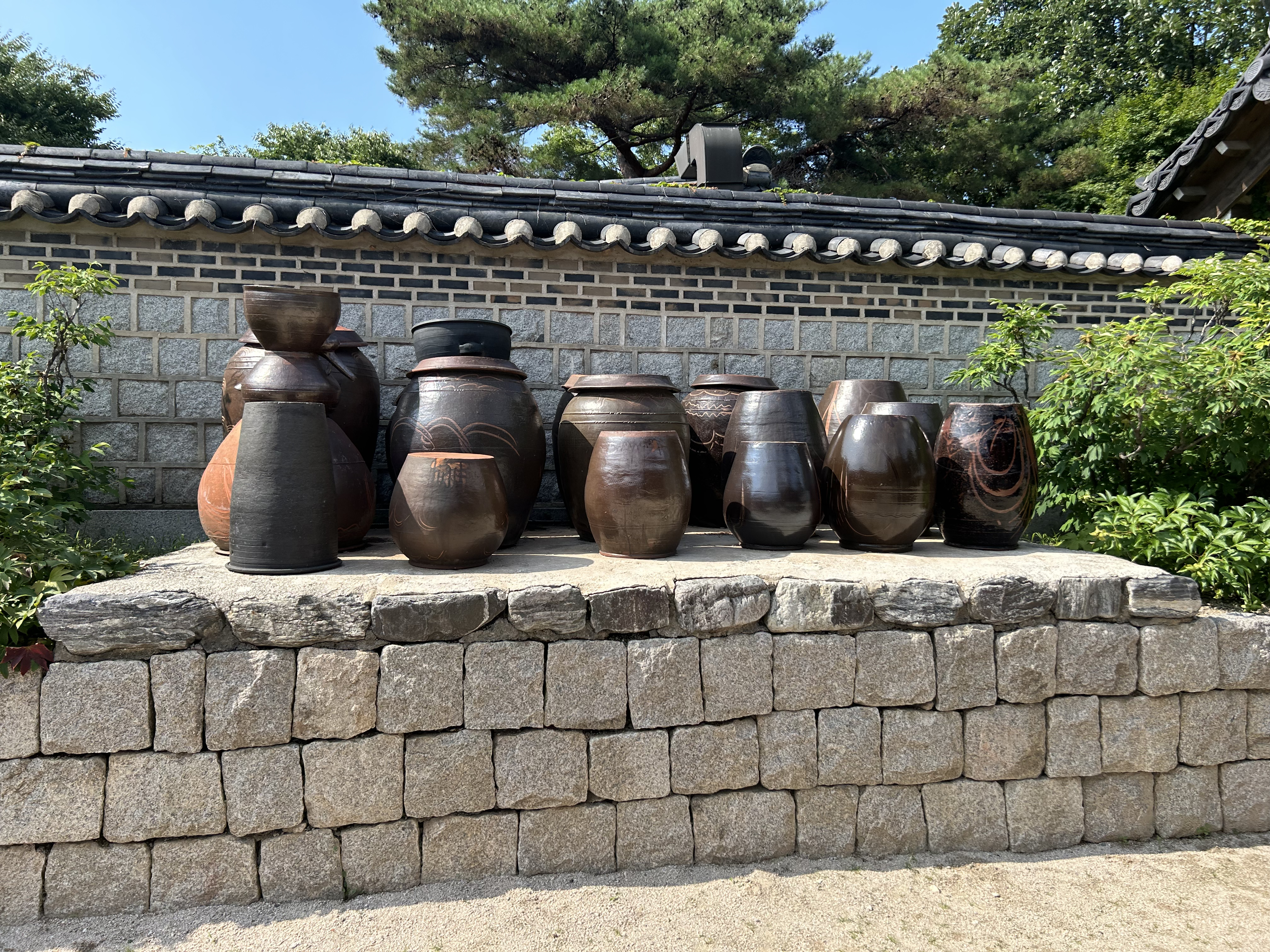
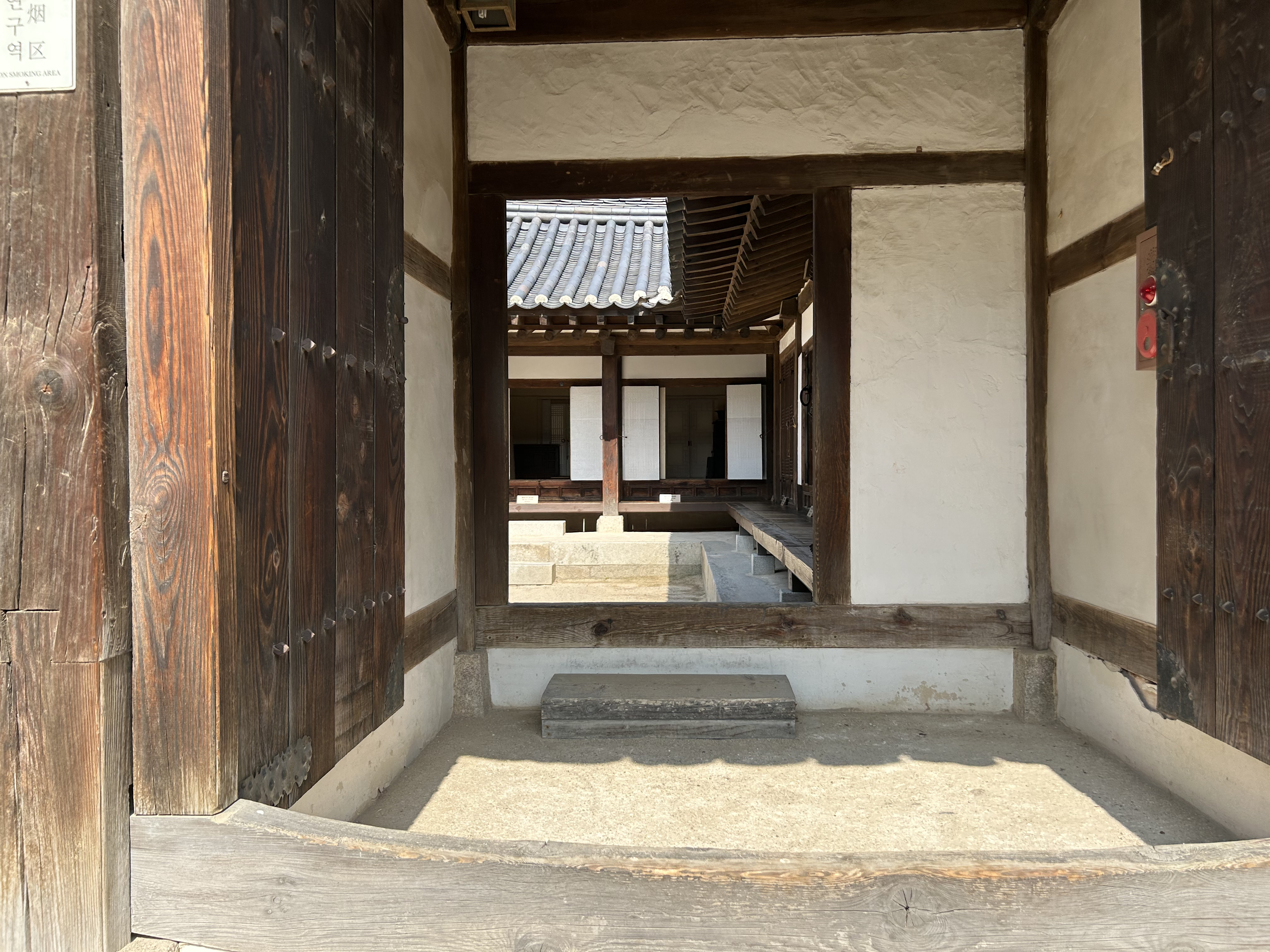
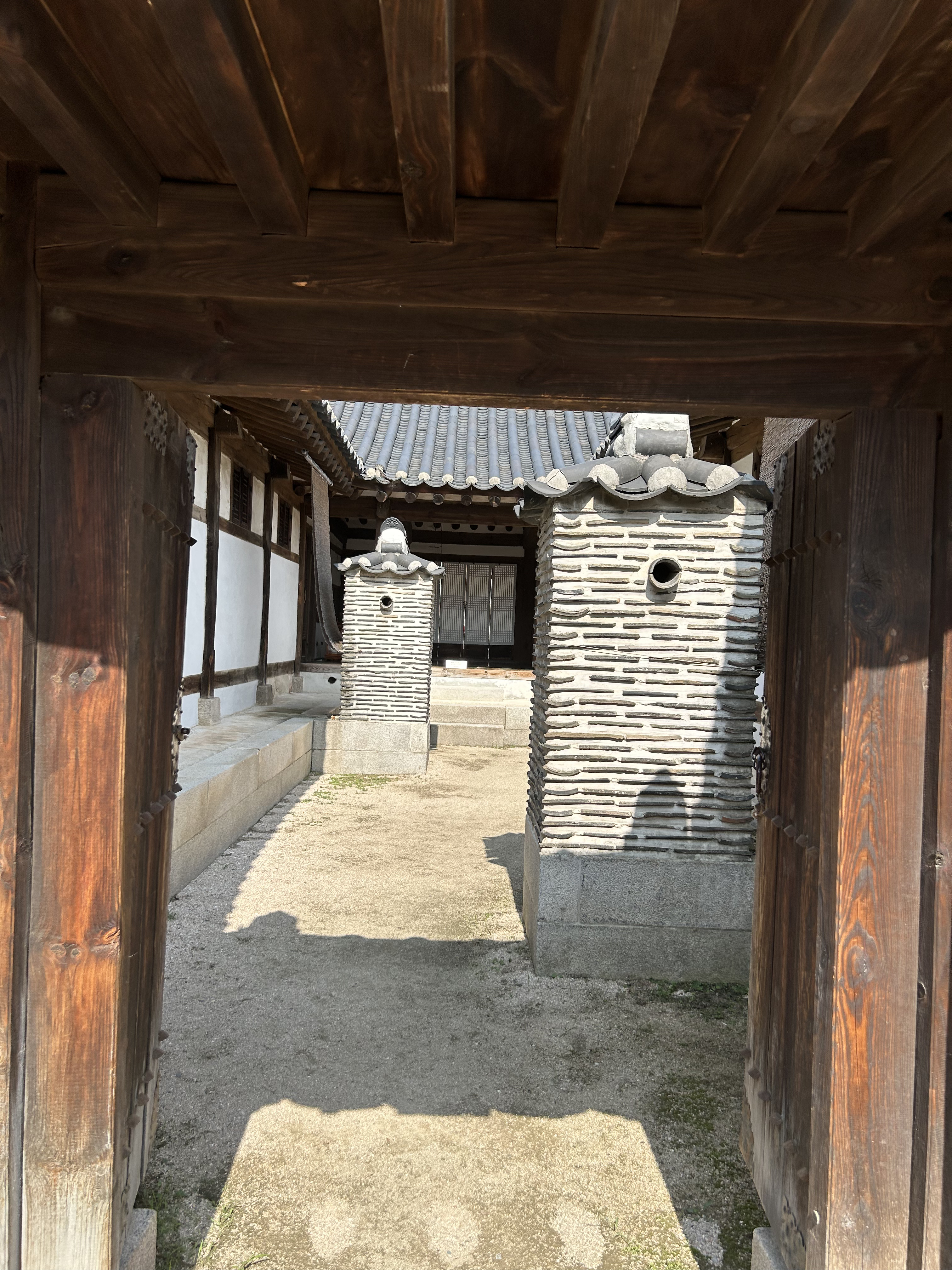
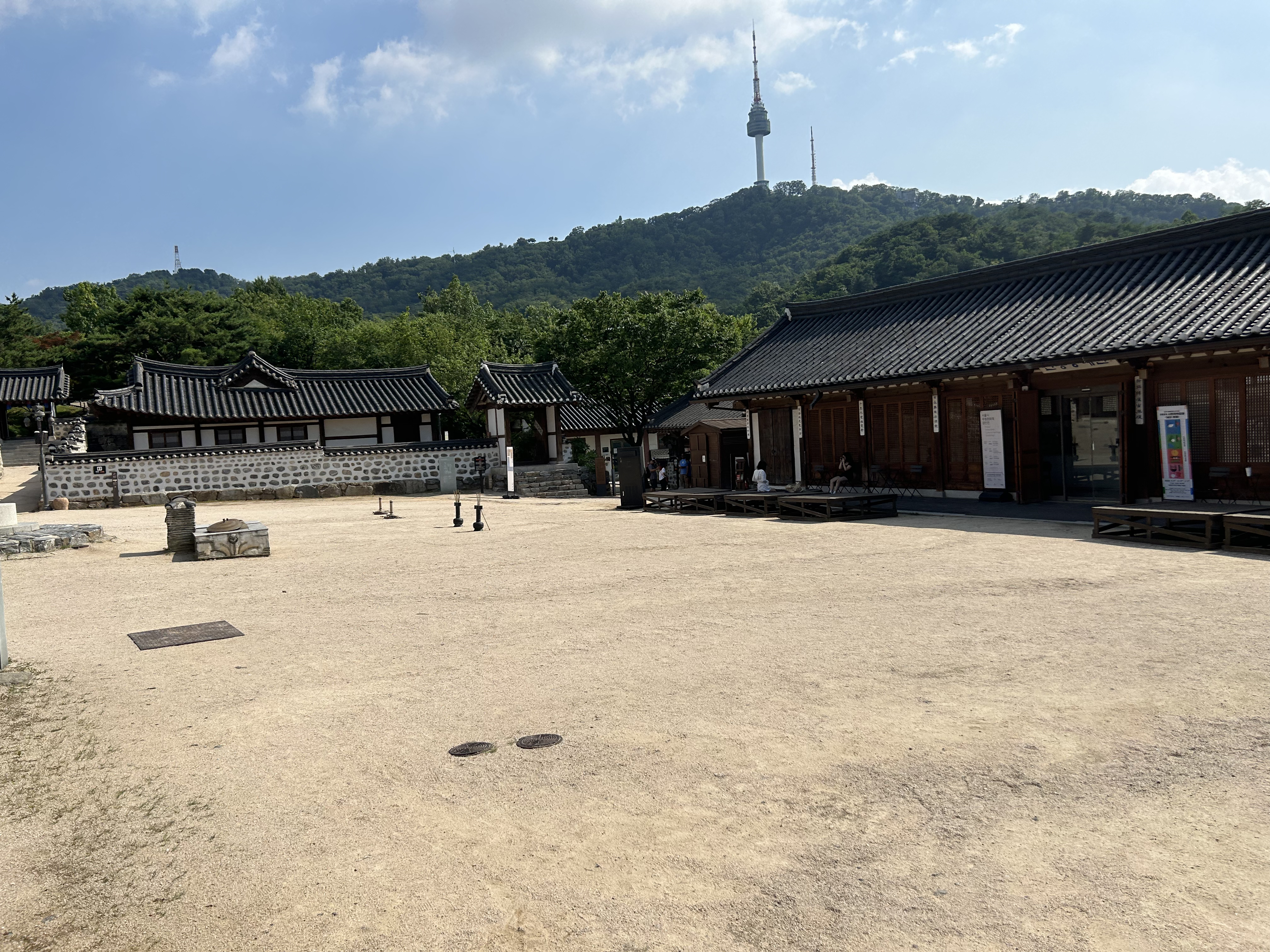